# Primeras presidencias radicales (Argentina)
Las primeras presidencias radicales, también conocido como la Etapa Radical, es como se le conoce en la Historia de la Argentina a los gobiernos de entre 1916 y 1930, cuando la Unión Cívica Radical llegó a la presidencia de la República Argentina y gobernadores radicales ocuparon las gobernaciones en la mayoría de las provincias de ese país. Al final del período, los radicales obtuvieron también la mayoría en ambas cámaras del Congreso Nacional. El período concluyó con el golpe de Estado del 6 de septiembre de 1930, que instaló la primera de una serie de dictaduras cívico-militares legitimadas por la Corte Suprema de Justicia, que predominarían en la vida política del país hasta 1983.
En 1916 accedió al gobierno Hipólito Yrigoyen, en las primeras elecciones celebradas según la Ley Sáenz Peña, que estableció el sistema de voto secreto y obligatorio para todos los ciudadanos varones, garantizando elecciones libres y democráticas por primera vez en la historia argentina. Seis años más tarde, Yrigoyen sería sucedido por Marcelo T. de Alvear, también radical. En 1928 volvió Yrigoyen a la presidencia para un nuevo mandato de seis años, pero fue derrocado en 1930.
Durante los primeros años del período radical hubo recesión y pronunciada reducción del salario real, seguido de un extenso período de crecimiento económico hasta los últimos dos años, en los que la Gran Depresión puso fin al modelo agroexportador. La situación política se vio enrarecida por los conflictos entre el radicalismo y los conservadores, y entre los radicales oficialistas y los antipersonalistas, contrarios a la línea de Yrigoyen. El período se caracterizó por el avance de la democracia en la vida política argentina, la sanción de medidas tendientes a favorecer a los sectores obreros como también la regulación de los ferrocarriles operados por capitales extranjeros. Se creó la petrolera estatal YPF con el fin de combatir a los trusts extranjeros. El gobierno apoyó el movimiento reformista estudiantil sancionando medidas a favor del estudiantado. Varios de estos avances se vieron truncados luego del golpe de Estado de 1930. El periodo fue también testigo de las mayores masacres obreras de la historia argentina y el único pogrom registrado en América, con miles de personas asesinadas, detenidas y torturadas.

## Antecedentes: el régimen conservador
Luego de las guerras civiles (1820-1868) y tras una etapa de organización del Estado (1853-1880), Argentina terminó de definir un modelo económico agroexportador dominado por los grandes estancieros y el capital inglés, como proveedor de alimentos para los obreros industriales de Gran Bretaña, que por entonces se había constituido en la primera potencia global, luego de vencer a China en las Guerras del Opio. La economía agroexportadora argentina creció de la mano de la expansión mundial del Imperio Británico y su población se multiplicó por cuatro, pasando de 1,8 millones en 1869 a 7,9 millones en 1914.
Desde 1874 comenzó a gobernar el país el Partido Autonomista Nacional (PAN), de tendencia liberal-conservadora, liderado por el general Julio A. Roca. El PAN estableció un régimen oligárquico virtualmente de partido único, conocido como República Conservadora o República Oligárquica, dominada por una élite conocida como la Generación del 80. El control político fue garantizado por en un sistema electoral de voto cantado" no obligatorio, que de hecho impedía la libertad de sufragio y la participación masiva en los comicios: en las once elecciones presidenciales entre 1853 y 1910 el promedio de participación electoral fue del 1,7 % de la población total. Todos los presidentes entre 1874-1916 pertenecieron al PAN, que además controló ambas cámaras del Congreso Nacional con mayorías absolutas, el Poder Judicial y todas las provincias, con excepción del gobierno radical de la provincia de Buenos Aires entre 1898 y 1902.

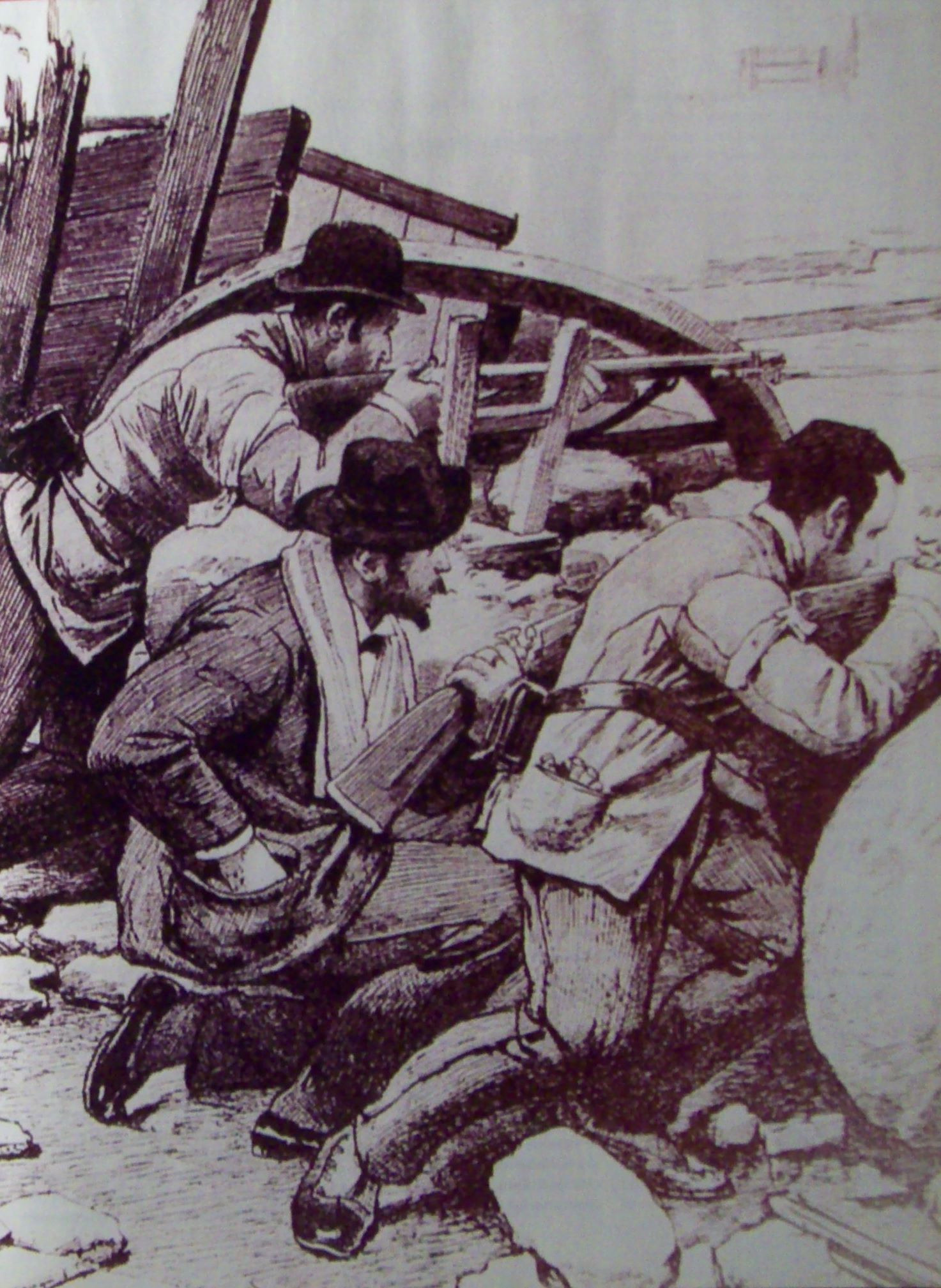
Escena de la Revolución del Parque en 1890.

Desde la década de 1870, con el fugaz Partido Republicano, diversos sectores venían cuestionando el fraude y la ausencia de elecciones libres. En 1890 estalló una sangrienta insurrección armada conocida como la Revolución del Parque. Fracasada la misma varios de sus líderes fundaron la Unión Cívica Radical, que desató otras dos insurrecciones armadas en 1893 y 1905 para derrocar al régimen autonomista nacional, siendo ambas derrotadas con muy alto costo humano. Tras un fracasado intento de participación política, el radicalismo hizo de la abstención electoral su más firme arma de oposición política. Luego del suicidio de Leandro N. Alem en 1896, Hipólito Yrigoyen aparecía como el principal caudillo radical, aunque con fuertes resistencias internas provenientes del sector denominado galeritas (más cercanos al conservadurismo).
Simultánea y paralelamente al aumento de las luchas políticas para obtener elecciones libres, se había desarrollado un importante movimiento sindical, en el que actuaban tres corrientes: anarquistas, socialistas y sindicalistas revolucionarios. El movimiento obrero logró crear en 1901 la primera central obrera, que adoptaría el nombre de Federación Obrera Regional Argentina (FORA), creciendo desde entonces el conflicto social y produciéndose las primeras matanzas obreras.
Los conflictos políticos y sindicales impulsaron a algunos dirigentes conservadores a proponer la modernización del régimen, sancionando leyes laborales y mecanismos electorales que permitieran una mayor participación política de los sectores populares. Esas reformas permitieron que el Partido Socialista argentino lograra elegir en 1904 el primer diputado socialista de América Latina, Alfredo Palacios, y al año siguiente se sancionara la ley de descanso dominical. No obstante las reformas resultaron insuficientes para la UCR, que se negó a participar debido a que el régimen seguía siendo fraudulento.

### Ley Sáenz Peña y democracia
En 1910 fue elegido presidente Roque Sáenz Peña, un opositor interno del Partido Autonomista Nacional perteneciente a su ala modernizadora, que en la década de 1870 había integrado el fugaz Partido Republicano junto a Leandro Alem y Aristóbulo del Valle. Simultáneamente, Hipólito Yrigoyen había reorganizado a la Unión Cívica Radical y permitido que circulara el rumor de que preparaba un nuevo levantamiento armado. Frente a esa situación Sáenz Peña e Yrigoyen se entrevistaron y acordaron la sanción de una ley de sufragio secreto y obligatorio para todos los ciudadanos varones que tomó el nombre de Ley Sáenz Peña.
El problema del sufragio se atendió con tres leyes, la n.° 4161 del 29 de diciembre de 1902, que posibilitó al Partido Socialista su primera representación; la n.° 4578 del 24 de julio de 1905, destinada a calmar la revolución de ese año, y la famosa Ley Sáenz Peña (n.° 8871), promulgada el 10 de febrero de 1912. Si bien esto era predecible, es destacable la actitud del presidente Roque Sáenz Peña, que atendió las demandas populares aun sabiendo que ello afectaba gravemente a la hegemonía conservadora. La Ley Sáenz Peña permitió que se realizaran por primera vez en Argentina elecciones libres democráticas, aunque solo limitadas a varones (habría que esperar hasta 1947 para que a las mujeres se les reconociera el derecho a votar y ser elegidas). El voto secreto y obligatorio independizó políticamente a los sectores populares de los poderes económicos, tal como coincidieron en señalar desde puntos de vista opuestos el estanciero y diputado conservador Carlos Rodríguez Larreta y el escritor radical Ricardo Rojas:

Si mi peón hubiera tenido la misma acción que yo para resolver los problemas económicos internacionales, o políticos del país, habríamos estado viviendo bajo un régimen absurdo. No ha sido así, gracias a Dios, porque yo he dirigido a mi peón. Pero el voto secreto lo independiza, al privarlo de una influencia saludable y legítima... Y lo malo es que, a menudo no tenemos un solo peón sino varios, y que algunos tienen muchos.
Carlos Rodríguez Larreta.

El odio a la ley Sáenz Peña proviene de que ya no se puede arriar votantes como acémilas... En los valles de Humahuaca, se canta, por ejemplo, que recuerdo ahora:

En el cuarto oscuro,
vidalitá
no manda el patrón,
cada ciudadano,
vidalitá,
tiene su opinión.

Claro es que esto no les gusta a ciertos patrones; pero el pueblo sabe, sin embargo, cuál es camino.
Ricardo Rojas.

La nueva ley solo alcanzaba a las elecciones para cargos nacionales, es decir, a presidente y vicepresidente, a diputados nacionales, y a senador nacional por la Capital Federal. Las demás elecciones se celebraban según las leyes provinciales. No obstante, en 1912 se produjo la intervención federal a la Provincia de Santa Fe, y el interventor organizó las elecciones para gobernador y legisladores de acuerdo con la Ley Sáenz Peña. La UCR decidió participar, y logró la victoria, llevando a la gobernación a Manuel Menchaca, primer gobernador elegido por la ley de elecciones secretas. Poco después, también se produjeron victorias radicales en Entre Ríos, asumiendo la gobernación Miguel M. Laurencena, en Mendoza, llevando al gobierno a Francisco S. Álvarez, y en Córdoba, donde fue elegido Eufrasio Loza.

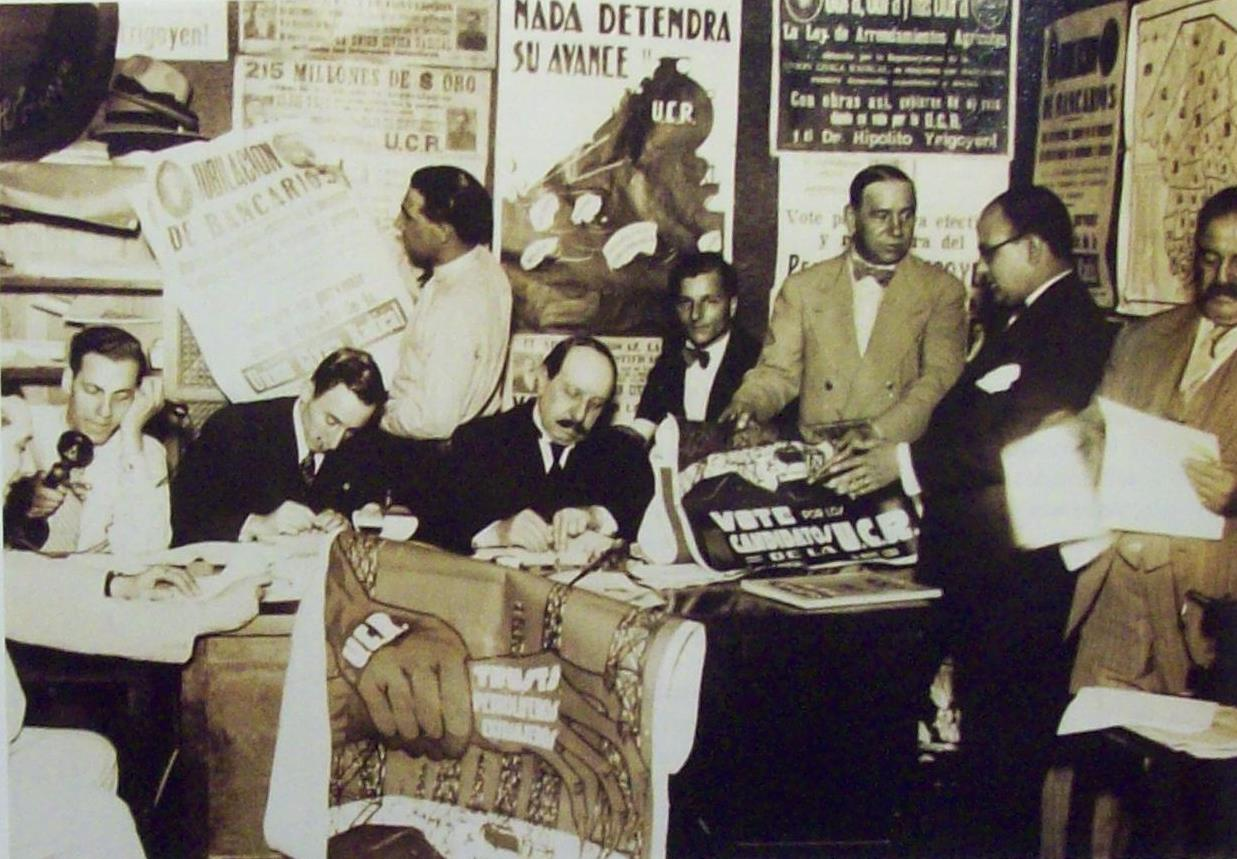
Preparativos para las elecciones legislativas de 1914.

Estos resultados alarmaron a los conservadores. Pero si bien en las elecciones de diputados nacionales de 1914 la UCR obtuvo la victoria, solo logró el 32 % de los votos, lo que parecía dar la razón a los conservadores más optimistas: los conservadores se llevaron 33 diputados, los radicales 22, los socialistas 7 y la Liga del Sur 2.
Las victorias provinciales del radicalismo produjeron la desintegración del Partido Autonomista Nacional. Las fuerzas conservadoras se fragmentaron en decenas de partidos provinciales y locales -muchos de ellos con el nombre de "demócratas"-, destacándose el Partido Conservador de la Provincia de Buenos Aires liderado por Marcelino Ugarte, el Partido Demócrata en Córdoba liderado por Julio Argentino Roca hijo, las fuerzas conservadoras de Salta lideradas por Robustiano Patrón Costas y la llamada "rotación" autonomista-liberal en Corrientes.
En 1914 el exradical Lisandro de la Torre fundó el Partido Demócrata Progresista con la intención de aglutinar las fuerzas conservadoras, empresa esta última en la que fracasó, persistiendo como un partido de cierta importancia en Santa Fe y tendiendo a establecer alianzas con el Partido Socialista.
De este modo lo conservadores llegaron a las elecciones presidenciales de 1916 sin una fuerza política nacional aglutinante. Más adelante crearía la Concentración Conservadora con la que se presentaron en las elecciones de 1922 y el Partido Demócrata Nacional con el que gobernarían apoyados en el fraude durante la llamada Década infame.
El 22 de marzo de 1916 la Convención Nacional de la UCR se reunió en el Teatro Onrubia, para presentar la elección para candidatos a presidente y vicepresidente del partido radical. Desde las ocho de la mañana el teatro estaba colmado de gente, existió nerviosismo porque pese a que se sabía que Yrigoyen ganaría por apoyo unánime, los delegados sabían que él mismo habría de renunciar a la misma. Al respecto de la vicepresidencia, hubo exigencias por parte del grupo "azul" (más cercano al conservadurismo) para integrar parte del binomio, terminándose de designar al riojano Pelagio Luna como candidato a la vicepresidencia. A las 10:30 horas de la mañana comienza la votación, los resultados para la candidatura a la presidencia terminaron con ciento cincuenta votos para Yrigoyen, dos para Leopoldo Melo, mientras que Marcelo T. de Alvear, José Crotto y Vicente Gallo obtuvieron uno cada uno. Crotto rechazó el voto que le habían dado, ratificando que solo Yrigoyen podía ser el candidato indicado. Luego se procedió a la elección del candidato a la vicepresidencia, que terminó siendo elegido el doctor Luna con 81 votos contra 59 de Gallo, mientras que Castellanos y Melo obtuvieron uno cada uno. Se pasó a un cuarto intermedio para esperar la aceptación de las candidaturas, en ese momento, una manifestación se congregó en la casa de Yrigoyen, pero no hay signos de que haya gente dentro. Yrigoyen había ido a recibir a la Mesa Directiva de la Convención en el estudio jurídico del doctor Crotto en Avenida de Mayo, allí manifestó su propósito de renunciar a su candidatura.
Por su parte, los radicales tuvieron algunos problemas para conformar las listas de candidatos a gobernadores y diputados, pero no en cuanto al candidato presidencial: el único candidato posible era Yrigoyen, cuya candidatura presidencial fue proclamada apenas dos semanas antes de las elecciones, luego de que se negara varias veces a aceptar la nominación.
La elección presidencial se celebró el 2 de abril de 1916, participando en ella 747 000 votantes, el 45,59 % de los cuales votó por Yrigoyen. Semanas más tarde, este era consagrado presidente por una diferencia de apenas un voto en el colegio electoral.
Hipólito Yrigoyen asumió la presidencia el 12 de octubre de 1916: fue el primer Presidente de la Nación elegido bajo un sistema electoral que garantizaba las elecciones libres y democráticas.

## Primer gobierno (1916-1922)

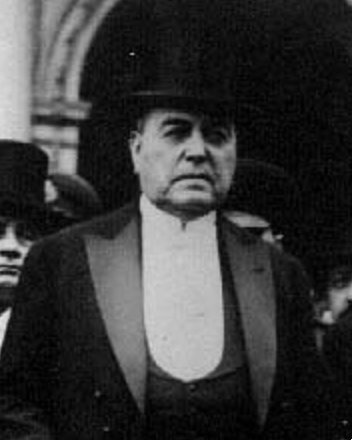
Hipólito Yrigoyen.

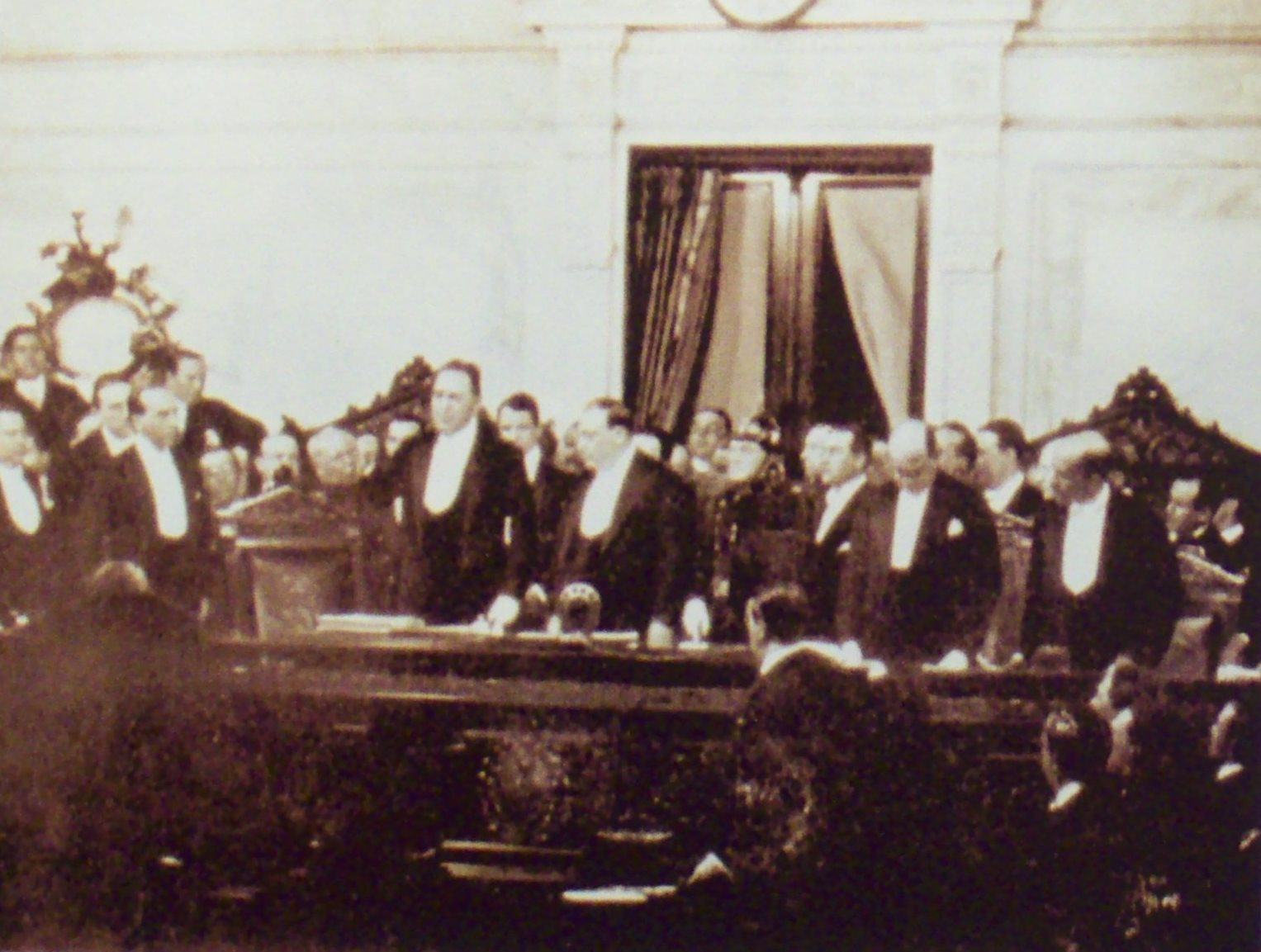
Hipólito Yrigoyen ante el Congreso Nacional al asumir en 1916.

El triunfo electoral significó la llegada a la conducción de diferentes ámbitos estatales, de un amplio sector social que hasta ese momento estaba excluido de los puestos públicos de dirección. Se trataba de sectores medios, sin grandes recursos económicos, ni conexiones con las clases altas. La presencia de funcionarios "sin apellido" fue uno de los temas preferidos para bromas de la prensa conservadora. A lo largo de su gobierno, tuvo que manejarse con decretos, puesto que muchas de sus iniciativas que eran mandadas al Congreso no prosperaron. Recién con las elecciones legislativas de 1918 el radicalismo obtuvo la mayoría en la cámara baja. Pero anteriormente el gobierno había presentado una serie de proyectos que no llegaron a aprobarse. Uno de ellos fue la expropiación de los buques de ultramar de matrícula nacional, también había mandado una iniciativa con la finalidad de construir un astillero y otra iniciativa proyectaba reconstruir los canales de acceso a los puertos fluviales de Rosario y Buenos Aires.
Las elecciones presidenciales de 1916 fueron las primeras en la historia argentina realizadas mediante el voto secreto y obligatorio solo para varones, establecido por la Ley Sáenz Peña de 1912. Se utilizó el sistema de elección indirecta que establecía la Constitución, mediante colegios electorales provinciales y de la Capital Federal, no pudiendo votar los habitantes de los territorios nacionales. La Unión Cívica Radical ganó en seis de los quince distritos existentes en ese entonces (Capital Federal, Córdoba, Entre Ríos, Mendoza, Santiago del Estero y Tucumán); diferentes partidos conservadores ganaron cinco provincias (Buenos Aires, Catamarca, San Juan, San Luis y La Rioja); el Partido Demócrata Progresista ganó dos provincias (Corrientes y Salta); y la Unión Cívica Radical Disidente ganó en Santa Fe. Con ese resultado la UCR no tenía mayoría propia en los colegios electorales y dependía del apoyo de los electores radicales disidentes de Santa Fe, con los que ganaba por un solo voto. Durante varios días el resultado se mantuvo incierto, hasta que finalmente la UCR disidente decidió apoyar la fórmula Hipólito Yrigoyen-Pelagio Luna.
Durante su gobierno, Yrigoyen impulsó una serie de políticas que en conjunto implicaban una tendencia transformadora. Durante el periodo de 1916-1930 se registró una expansión promedio anual del 4,34% del PBI.

### Relaciones con los gobiernos conservadores
Durante el primer gobierno de Hipólito Yrigoyen el radicalismo estuvo en minoría en el Congreso: en la Cámara de Diputados 101 miembros eran radicales y 129 opositores, mientras que en el Senado sobre 58 miembros solo 2 eran radicales. Aún en minoría, Yrigoyen mantuvo una actitud poco proclive al diálogo y la negociación, no solo con los partidos tradicionales conservadores que controlaban el Senado, sino también con los nuevos partidos populares que adquirieron protagonismo a partir del voto secreto como el Partido Socialista y del Partido Demócrata Progresista.

### Intervenciones a las provincias
Hipólito Yrigoyen utilizó extensivamente la facultad para intervenir las provincias, con la particularidad de que en casi todos los casos las dispuso unilateralmente por decreto, aprovechando el receso parlamentario para obviar el acuerdo del Senado que exige la Constitución. Al finalizar su primer mandato en 1922 Yrigoyen había intervenido todas las provincias (en ese entonces existían catorce), con excepción de Santa Fe; algunas de ellas fueron intervenidas tres veces. En total decretó diecinueve intervenciones provinciales. Nueve de ellas en provincias gobernadas por conservadores (Buenos Aires, Corrientes, Mendoza y Jujuy, en 1917; La Rioja, Catamarca, Salta y Santiago del Estero, en 1918 y San Juan en 1919) y diez de ellas en provincias gobernadas por radicales (Córdoba, en 1917; San Luis, en 1919; Salta y Jujuy en 1921 y Tucumán, en 1917 y 1920; Mendoza, en 1918 y 1920 y San Juan, dos veces en 1921).

### Política económica

YPF sentó las bases del nacionalismo económico.

Hipólito Yrigoyen pensaba que la Argentina debía manejar su propia moneda, su propio crédito y la comercialización de su producción, como la explotación y distribución de energía y transportes. Para ello proyectó un Banco Central Estatal, para así nacionalizar el comercio exterior, manejado por las exportadoras de cereales, fundó YPF y dictó controles a las concesiones de empresas extranjeras que manejaban los ferrocarriles. En materia ferroviaria se dictaron rigurosos controles a los ferrocarriles en manos de los británicos, sobre todo en lo que respecta a tarifas y fijación de cuentas capitales, además se dio impulso a la obra de Ferrocarriles del Estado, buscando la salida al Pacífico para facilitar el transporte de las producciones del noroeste y sur oeste -centro- del país para llegar a Perú, Chile y Bolivia.
El historiador del radicalismo Gabriel del Mazo, dice que el gobierno de Yrigoyen se caracterizó por su "Plan de Tierra y Petróleo", en el que el Estado se reservaba un rol de intervención decisivo. El radicalismo mostró una tendencia económica que se apartaba del liberalismo clásico, a partir de la idea de intervención del Estado en la economía, considerada como antecedente del New Deal que Roosevelt llevaría adelante en Estados Unidos casi dos década después. El nacionalismo económico de Yrigoyen resulta claramente expuesto en los fundamentos al veto de la ley ferroviaria que la oposición conservadora logró sancionar en 1920, donde dice:

La política del Poder Ejecutivo es mantener en poder del Estado la explotación de fuentes naturales de riqueza, cuyos productos son elementos vitales del desarrollo del país... El Estado debe adquirir una posición cada día más preponderante en las actividades industriales que respondan principalmente a la realización de servicios públicos.
Hipólito Yrigoyen

Sin embargo, Yrigoyen debió enfrentar en la Argentina los problemas derivados de la Primera Guerra Mundial. Su política fue mantener la neutralidad, que implicaba en términos económicos continuar con el abastecimiento de los aliados, clientes tradicionales. Las naciones en guerra demandaban alimentos baratos, como algunos artículos industriales tales como frazadas y carne enlatada, cuyas exportaciones se triplicaron durante el periodo 1914 a 1920. Se estancaron, en cambio las exportaciones de maíz y carne refrigerada (de mejor calidad que la enlatada). A su vez se frenaron las importaciones de manufacturas industriales que antes se producían en Europa, ya que los países participantes de la contienda centraron sus recursos en la industria bélica. Este hecho produjo que empezaran a surgir industrias para producir aquellos productos que antes eran importados. Entre 1914 y 1921 creció el comercio con Estados Unidos, ya que Inglaterra y los demás países europeos no tenían que ofrecer a la Argentina.
Cuando comenzó la guerra, el presidente Victorino de la Plaza ordenó la suspensión de entrega de oro a cambio de billetes que realizaba la Caja de Conversión, como paliativo del "pánico bancario" y para evitar una fuga de capitales. Esto permitió que la moneda argentina mantuviera un respaldo fijo con respecto del oro. Catorce millones de pesos en oro fueron repatriados, su origen provenía de legaciones en París y Londres donde había quedado depositado como pago que los comerciantes europeos entregaban a nombre de los exportadores argentinos. Gracias a ello el peso argentino llegó a tener un 80 % de respaldo de oro para fines del primer gobierno de Yrigoyen. El gobierno intento sin éxito crear el Banco de la República en 1917, una entidad financiera cuyo objetivo sería regular la economía y las finanzas nacionales. Durante el lustro no se emitieron títulos de deuda, y la deuda externa se redujo a 225 000 000 de pesos, para ello se dejaron vacante varios empleos públicos para reducir el gasto público. El Congreso no llegó a sancionar el impuesto a los réditos, cuya sanción pidió el gobierno en 1919. En el citado año se remitió al Congreso una reglamentación sobre conciliación y arbitraje de los conflictos obreros, el cual establecía una junta presidida por el titular del Departamento Nacional del Trabajo (también estaría integrada por integrada por un representante de cada parte en conflicto), para someter tanto a trabajadores como patrones para llegar a un entendimiento viable. También en 1919 se llevó al Congreso una ley que reglamentaba el trabajo en obrajes y yerbatales, ya que las condiciones de los obreros eran inhumanas, así la ley 11 728 fue aprobada durante la siguiente administración radical en 1925. Pero sería vetada por Marcelo T. de Alvear por insistencia del Congreso.
Los precios del mercado internacional comenzaron a descender muy lentamente a partir de 1914, mientras que los productos manufacturados que Argentina importaba, empezaron a costar más caros en relación con el precio de los cereales. Así se fue creando una situación cada vez más difícil que condujo a una crisis general de la economía, cuyo mayor exponente fue el año 1929, al compás de la crisis internacional. Con una industria con poco desarrollo que se había creado durante la Primera Guerra Mundial, pero que comprimió después, una organización fiscal que obtenía casi todos sus recursos a través de derechos aduaneros, y un presupuesto casi normalmente deficitario caracterizaron junto a otros aspectos la economía argentina durante el periodo radical de 1916 a 1930.
Así fue como en el rubro metalúrgico surgieron las empresas Tamet y La Cantábrica, la primera nació como un pequeño taller y siguió creciendo hasta convertirse en la mayor empresa metalúrgica de América del Sur en la década de 1920. En estos momentos el parque automotor era de 48 000 unidades, un promedio de 187 habitantes por automóvil. También se destacaban la fábrica de sanitarios (existente hoy en día) Ferrum, tres fábricas de bolsas de arpillera y la Compañía General de Fósforos. La empresa CATE (de capitales alemanes), dominó el mercado de generación de energía eléctrica de la ciudad de Buenos Aires en pocos años.

### Política energética

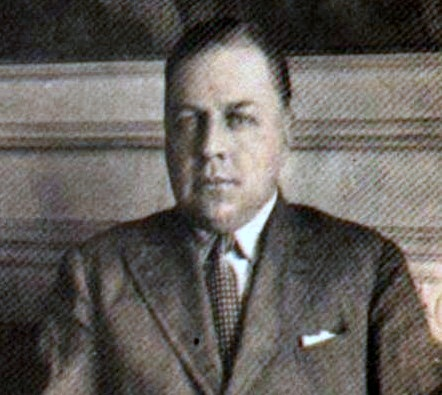
El general Enrique Mosconi estuvo a cargo de YPF hasta el golpe de Estado de 1930.

La decisión más destacada del gobierno radical fue la creación de la empresa Estatal petrolera Yacimientos Petrolíferos Fiscales (YPF) en 1922, cerca del final del primer mandato de Hipólito Yrigoyen. Abrió toda una línea de políticas económicas nacionalistas y anti-monopolio. En el futuro YPF sería la empresa más grande del país y llegaría a emplear 50 000 trabajadores. El nuevo presidente radical Marcelo T. de Alvear nombró al general e ingeniero Enrique Mosconi al frente de la misma, e intentó impulsar una serie de medidas para nacionalizar el petróleo. Desde entonces el radicalismo haría de YPF una bandera ideológica.
Dos meses después de asumir la presidencia el gobierno presentó pidió autorización del Congreso para realizar un empréstito de 100 000 000 de pesos destinado a varias medidas, entre ellas, fomentar la explotación de YPF. En 1919 el presidente mandó al Congreso un proyecto de trece capítulos donde detallaba el régimen legal, técnico, económico y financiero del petróleo. El proyecto tenía como finalidad el principio del dominio estatal de los yacimientos. Días más tarde se implementó a este proyecto uno más que declaraba de utilidad pública a todos los elementos necesarios para la explotación del petróleo. Pero estas iniciativas quedarían trabadas por un tiempo en el Congreso. En 1921 el Poder Ejecutivo mandó un mensaje al Congreso insistiendo por la sanción de los proyectos mencionados anteriormente, pero el mensaje no dio resultado. Ante esto, Yrigoyen dictó un decreto organizando la Dirección General de YPF en dependencia del Ministerio de Agricultura. Pese a las importantes obras petroleras, Yrigoyen no logró la nacionalización de los hidrocarburos, sin embargo dejó las bases para evitar convenios contra la independencia económica local.
Mosconi con apoyo y financiamiento del Estado impulsó el crecimiento de YPF con el objetivo de alcanzar el autoabastecimiento de petróleo, vital para el desarrollo autónomo del país, y promovió medidas tendientes a disminuir la competencia entre YPF y las empresas extranjeras. Logró la construcción de una destilería en La Plata, lo que independizo al país de la compra de naftas. Pocos meses después de su habilitación comenzó la producción de nafta para aviones. Esta planta industrial fue la décima destilería más grande del mundo.
Carlos Madariaga, vocal del directorio de YPF solventó con dinero de su propia fortuna algunas obras para YPF. Gracias a ello la producción de naftas que en 1922 era inexistente, logró en 1928 que YPF vendiese 100 000 000 de litros de ese combustible, además de 25 000 000 de litros de queroseno. Por otro lado la Standard Oil logró en 1925 obtener concesiones por parte del conservadurismo en Salta, pero el gobernador yrigoyenista Julio Cornejo las anuló en 1928. Gracias a los citados decretos que se promulgaron en 1924, el gobierno de Alvear fue restringiendo las concesiones de explotación que tenían las compañías privadas, y simultáneamente se fueron delimitando extensas áreas con reservas petrolíferas para ser explotadas por el ente nacional que dirigía Mosconi. Legisladores en su mayoría radicales yrigoyenistas pensaban que el petróleo debía nacionalizarse, y por ello se debía establecer un monopolio Estatal para su explotación. Finalmente la nacionalización del petróleo fue votada por yrigoyenistas, antipersonalistas, socialistas, socialistas independientes e inclusive ciertos sectores conservadores. En 1929, casi al final del periodo radical, las empresas privadas que producían petróleo eran la Compañía Ferrocarrilera, la Anglo-Persian Oil Company ambas de capital inglés, la Standard Oil de capital estadounidense, Astra de capitales alemanes y argentinos, y la Royal Dutch de capital holandés. YPF producía prácticamente la misma cantidad de petróleo que todas estas empresas juntas citadas anteriormente.
Mosconi se propuso romper con los trusts cuando ejerciendo la Dirección del Servicio de Aeronáutica del Ejército en 1922, la West India Oil (subempresa de la Standard Oil de Nueva Jersey), le pidió pagar por adelantado la nafta para aviones. Mosconi ha dicho sobre este episodio que:
De ese episodio Mosconi comentó:

Advierta que el Servicio Aeronáutico del Ejército no debe un centavo a su compañía; que se trata de una repartición militar solvente y dependiente del Ministerio de Guerra y que, por lo tanto, no sólo me sorprenden sus manifestaciones y su exigencia, sino que las considero impertinentes y no las acepto. (...)

Allí, en el mismo escritorio me propuse juramentándome conmigo mismo, cooperar con todos los medios legales para romper los trusts.
Enrique Mosconi.

### La tierra
Gracias a una política colonizadora un poco más abierta, durante este periodo lograron transformarse en propietario de la tierra un número de arrendatarios proporcionalmente más elevado que en el periodo conservador. Sin embargo la población rural marco un descenso, del 42 % que alcanzaba en 1914 bajó al 32 % en 1930. La componían los chacareros en las provincias cerealeras, los peones de las grandes estancias en áreas ganaderas, los obreros semiindustriales en regiones donde se cultivaba caña, se explotaba madera, yerba, vid, algodón, pero este sector estaba sometido a bajísimos niveles de vida, y con escasas posibilidades de ascenso económico. En cambio, en las ciudades, la población aumentó del 58 al 68 % entre 1914 y 1930. Además las perspectivas económicas y las posibilidades de educación de los hijos facilitó a muchos descendientes de inmigrantes un rápido ascenso a los sectores medios.
La enorme afluencia de colonias agrícolas, la proliferación de las granjas, la intensificación de los cultivos por el sistema de medieros, la localización urbana del comercio y las industrias incipientes, obligó a atender diversos problemas rurales y urbanos intervinculados: reforma agraria y asuntos laborales. Yrigoyen adoptó medidas en beneficio de los pequeños productores rurales. Las tierras públicas habían sido el mayor deseo de la clase oligárquica argentina, los dueños de ferrocarriles se habían beneficiado con la adquisición de tierras alrededor de sus vías férreas gracias a una ley de 1862, luego las revendieron a mayores precios a compañías de tierras que no eran más que empresas paralelas. Yrigoyen se oponía a que se sigan vendiendo tierras fiscales, en cambio se quiso resguardar para el Estado esta fuente de riqueza. Así el gobierno obligó a los dueños que ocuparon ilegalmente las tierras que las devolvieran, pagando cánones por el tiempo en que las ocuparon. El Banco Hipotecario Nacional alcanzó un inusitado desarrollo abriendo líneas de crédito para los productores rurales.
El gobierno logró que se sancionasen una serie de leyes de arrendamientos rurales (leyes 11.156 y 11.170) para proteger a los colonos y chacareros frente a los grandes propietarios de tierra. En el mismo sentido reorganizó el Banco Hipotecario Nacional para apoyar con crédito subsidiado a los pequeños propietarios rurales. En 1918 por primera vez, el Estado intervino como vendedor único de la cosecha de cereales en el exterior, siendo la Argentina quien fijaba los precios de venta.

### Ferrocarril y transportes
Al mes de asumir el gobierno, el presidente Hipólito Yrigoyen decretó la caducidad de 10 000 km de líneas férreas imaginarias, cuyos plazos de construcción se encontraban vencidos, lo que dificultaba la extensión de la red Estatal. La política de reajuste de las empresas se terminó de concretar en julio de 1919, cuando se fijó oficialmente la cuenta capital del Ferrocarril Central Argentino, Buenos Aires al Pacífico, Trasandino, Gran Oeste, del Sur y el Central Córdoba. En agosto de 1921 se anularon los aumentos de tarifas que habían subido sin autorización alguna. Ante una investigación del Poder Ejecutivo las empresas admitieron su error, y el gobierno les mandó devolver las sumas cobradas con exceso. El gobierno intentó mandar al Congreso un proyecto para la construcción del ferrocarril de Huaytiquina, pero ante la demora de la ley en el parlamento, Yrigoyen decidió dictar un decreto para el inicio de obras el 12 de marzo de 1921. En julio de 1922 se firmó el tratado Noel-Barros Jarpa con Chile para coordinar los trabajos y obras para la construcción de las líneas por Huaytiquina o Socompa al Norte y Zapala al Sur. Las obras del ferrocarril tardaron treinta años en terminarse.
En un proyecto enviado al Congreso en 1916 se solicitaba del Poder Ejecutivo autorización para emitir un empréstito de cien millones de pesos, para entre otras cosas, adquirir buques para la Marina Mercante Nacional, como también para la creación de YPF, pero el proyecto fracasó en el parlamento e Yrigoyen tuvo que hacer uso de los decretos para conseguir nuevos barcos. A principios de 1918 mandó a comprar por decreto el buque alemán Bahía Blanca de 13 000 toneladas y poco después se adquirieron cinco más, cuya sumatoria de tonelaje era de 32 000 toneladas. Los viejos buques radiados o en desuso fueron reacondicionados para emplearlos en la Marina Mercante.
Impulsó una política de expansión y fortalecimiento de los ferrocarriles estatales, y dictó medidas tendientes a regular las poderosas empresas ferroviarias extranjeras cuando vetó la ley de formación de una empresa de ferrocarriles mixta, sancionada por la oposición. Realizó el llamado Tren de las Nubes (provincia de Salta), del Ferrocarril General Belgrano, conectando Salta con el océano Pacífico en Antofagasta (Chile), a través de la cordillera de los Andes, una gigantesca obra de ingeniería. Las tarifas fueron reguladas y se fijaron cuentas capitales, ya que estas empresas mantenían una falsa contabilidad, declarando bajas ganancias y altos costos. Además se dio impulso a la obra de Ferrocarriles del Estado, buscando la salida al Pacífico para facilitar el transporte de las producciones del noroeste y sur oeste -centro- del país para llegar a Perú, Chile y Bolivia. La concesión fue anulada en 10 000 km de vías en construcción. Con la huelga de ferroviarios de 1917 los patronales le aconsejaron a Yrigoyen reemplazar a obreros por maquinistas de la marina, pero el presidente se negó, aceptando el derecho a huelga. La red ferroviaria creció de 32 500 km en 1914 a alcanzar los 40 000 km en 1929.

### Política educativa

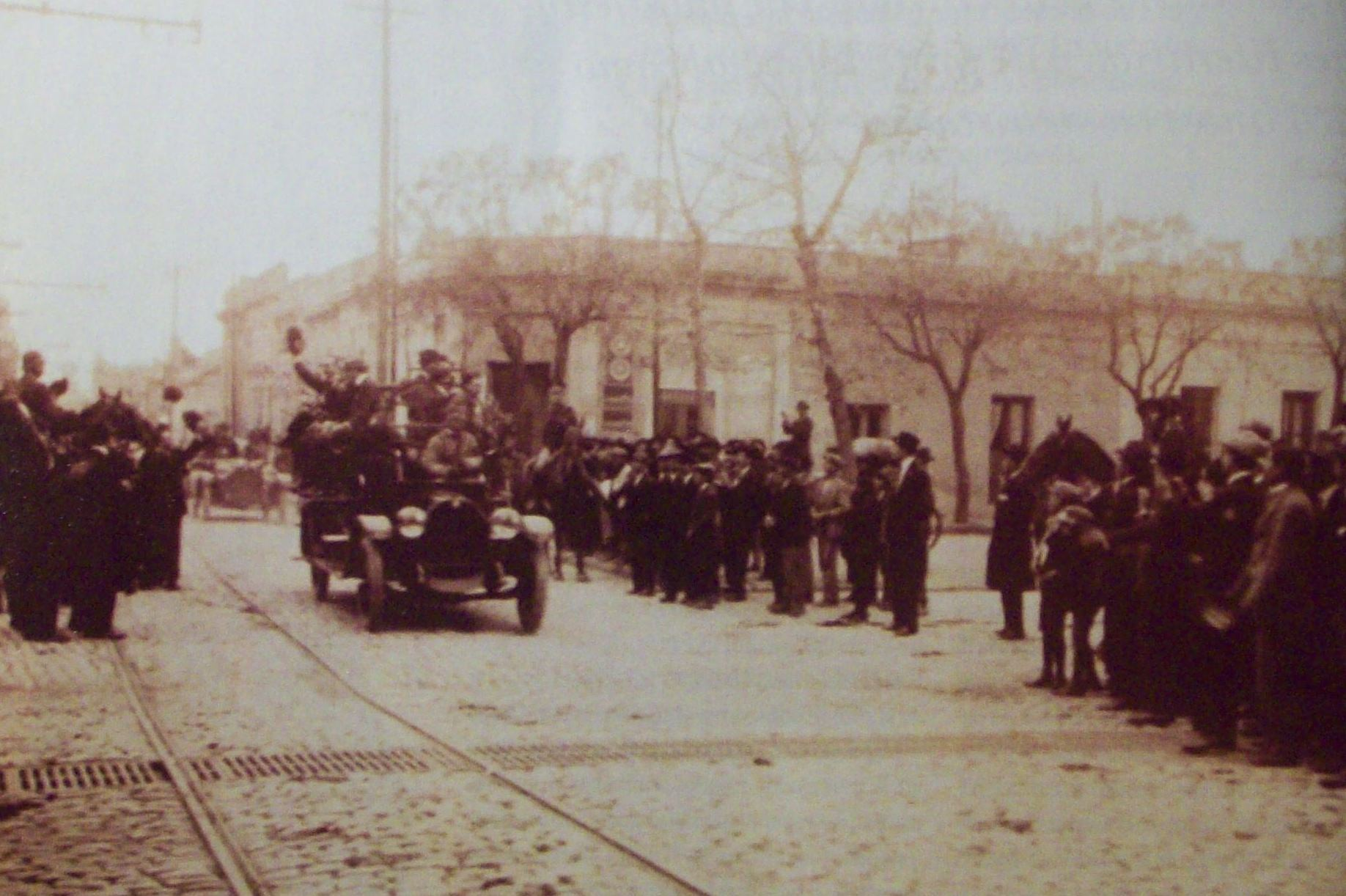
Estudiantes universitarios siendo trasladados por la policía, 1918.

La Argentina alcanzó tasas de alfabetización muy elevadas para la época (similares a las de Europa inclusive), aunque con grandes asimetrías sociales y territoriales que favorecieron especialmente a la ciudad de Buenos Aires. Para 1930 -fin del periodo histórico- el 95 % de la población de Buenos Aires estaba alfabetizada, mientras que el 30 % de la población etaria iba a la escuela secundaria. A partir de este periodo surgió un amplio público que consumía masivamente diarios, revistas y libros. La literatura de masas tuvo su auge en esa época gracias a las novelas semanales y a las ediciones que venían impresas en los periódicos, ejemplos notorios eran las publicaciones de Jorge Luis Borges y Bergson en los magazines que se vendían en las décadas de 1920 y 1930.
En la ciudad de Buenos Aires se fundaron treinta y siete escuelas secundarias, y doce institutos de artes y oficios. Además se construyeron 3126 escuelas primarias a lo largo de todo el territorio argentino. Durante los seis años de gobierno el alumnado escolar aumentó en más de cuatrocientos mil. Fue introducido el bachillerato nocturno, de gran concurrencia para la clase obrera. En la década de 1920 se generalizó la uniformización de maestros y alumnos en las escuelas públicas mediante el uso del delantal blanco que venía utilizándose desde principios de siglo, como expresión de austeridad democrática, higiene, moral, disciplinamiento de los cuerpos y pureza étnica, desarrollándose en forma paralela un incipiente estado de bienestar, que distribuía gratuitamente comida y bienes entre la población más necesitada.

### Política internacional
La política internacional de Hipólito Yrigoyen fue motivo de fuertes discusiones, incluso en el seno del radicalismo. Su política se apoyó básicamente sobre los principios de autodeterminación e igualdad de las naciones frente a las grandes potencias y neutralismo frente a la guerra mundial.
Frente a la Primera Guerra Mundial (1914-1918) Yrigoyen continuó con la neutralidad que ya había decidido el presidente anterior Victorino de la Plaza y la mantuvo incluso luego de que Estados Unidos ingresara a la guerra en 1917 y presionara para el ingreso de todos los países americanos. La posición neutralista también fue adoptada por otras naciones latinoamericanas como Colombia, Venezuela, México y Chile. Yrigoyen intentó que los países de Latinoamérica mantuvieron una postura autónoma de neutralidad en bloque, y para ello convocó una conferencia de naciones en Buenos Aires en 1917. Pero la oposición estadounidense, que consideraba a Yrigoyen como progermano, sumada al hecho que Brasil ya había roto sus relaciones con Berlín, hicieron fracasar el intento. Solo México y Colombia estuvieron de acuerdo con la conferencia, que nunca se llegó a realizar.
Durante la guerra Yrigoyen debió afrontar conflictos con algunas potencias beligerantes. Al producirse la captura del vapor Curamalan en Cardiff emprendió un reclamo ante las autoridades francesas, y lo mismo ocurrió cuando buques y submarinos alemanes dañaron o incluso hundieron buques argentinos. 
El 4 de abril de 1917 la goleta Monte Protegido que llevaba un cargamento de lino a Holanda fue hundida por un submarino alemán. Pocas semanas después, el 22 de junio de 1917, otro submarino alemán hundió el vapor argentino El Toro cerca de Gibraltar, llevando carne congelada, cueros, lana, grasas y tanino hacia Génova. La política radical en ambos casos fue exigir a Alemania reparaciones materiales y morales, en el entendido que de no hacerlo Argentina declararía la guerra. Alemania aceptó las exigencias argentinas y se comprometió a no hundir más barcos argentinos.
En 1917 manifestantes asaltaron y destrozaron el Club Alemán, la Delegación Alemana, y la Compañía Alemana Transatlántica de Electricidad. Estos hechos sumados a la noticia de que el ministro alemán en Buenos Aires Karl von Luxburg, había mandado telegramas secretos recomendando hundir barcos argentinos "sin dejar rastros", y citas insultantes hacia el canciller Honorio Pueyrredón, desembocó en que la opinión pública, al igual que muchos dirigentes radicales presionaran a Yrigoyen para romper relaciones diplomáticas con Alemania, pero el presidente sostuvo la neutralidad. Ante el anuncio de la guerra submarina por parte de Alemania, el gobierno argentino se limitó a reafirmar su posición de respetar las normas del derecho internacional y lamentar la decisión alemana.
El gobierno radical enfrentó otro incidente internacional cuando el embajador británico en Buenos Aires Reginald Tower, declaró que Gran Bretaña daría preferencias comerciales a países aliados como Brasil y Uruguay. El presidente le pidió al ministro que se presentase en su despacho para que brindara explicaciones de sus dichos y ante la amenaza de ser expulsado del país, Tower se rectificó.
La postura neutralista sostenida por Yrigoyen fue muy criticada, tanto por la oposición interna y como por extrapartidaria sosteniendo que llevaría al aislamiento del país. El propio Marcelo T. de Alvear que era embajador argentino en Francia, se enfrentó con Yrigoyen exigiéndole adoptar una postura definida que le permitiera a la Argentina ponerse a la cabeza de los países hispanoamericanos. El Partido Socialista también exigió en el Congreso que Argentina le declarase la guerra a Alemania como respuesta al hundimiento de los buques Toro y Monte Protegido, pero la UCR rechazó la exigencia, e Yrigoyen se mantuvo inflexible.
Frente al Tratado de Versalles y la creación de la Sociedad de Naciones, la posición argentina fue sostener la separación entre ambos actos: el Tratado era una cuestión que debería limitarse a los países que lucharon, mientras que la Liga de las Naciones, por el contrario, debería ser una asociación igualitaria y voluntaria de todas las naciones del mundo. Además en la Sociedad de las Naciones, Yrigoyen mandó a los representantes argentinos a pedir que tanto naciones vencedoras como "vencidas" sean tratadas por igual, a pesar de la oposición de algunos miembros de la liga, como Marcelo T. de Alvear y Fernando Pérez. El rechazo de la posición argentina, fundamentalmente impulsado por las naciones imperiales europeas, en una época en que los pueblos de África y Asia aún continuaban gobernados por el colonialismo europeo, llevó al retiró de la delegación argentina de la misma.
Yrigoyen mandó un proyecto de ley para condonar la deuda que traía el Paraguay desde la guerra de la Triple Alianza (1864-1870), pero el mismo no prosperó. El siguiente gobierno radical volvería a tratar el tema.
Estableció por decreto que el día 12 de octubre fuera fiesta nacional con el nombre de Día de la Raza, en homenaje a "la España descubridora y conquistadora", considerando "que el descubrimiento de América es el acontecimiento de más trascendencia que haya realizado la humanidad a través de los tiempos".
En 1918 se concretó entre el gobierno argentino y los de Inglaterra y Francia un convenio en donde se vendía el excedente de la cosecha de trigo y otros cereales cuya sumatoria era un total de 2500 toneladas, a un precio base de 250 000 000 pesos oro. Poco después se intentó hacer otra iniciativa similar, pero el Senado la rechazó pese a la insistencia del Presidente. Esta negativa fue motivo del desastre lanero acontecido en la Patagonia. No se pudo concretar un acuerdo de trueque de lana por materiales ferroviarios que se iba a concretar con Alemania, Francia y Bélgica en 1921.
Yrigoyen procuró contener el expansionismo de los grandes grupos económicos extranjeros que actuaban en el país. Frente a la agresiva política intervencionista de Estados Unidos en América Latina, defendió el principio de no intervención, llegando a ordenar en un caso, que los barcos de guerra argentinos saludaran al pabellón de la República Dominicana y no al de Estados Unidos, que habían izado el suyo en la isla en el marco de la invasión de 1916.

### Situación laboral

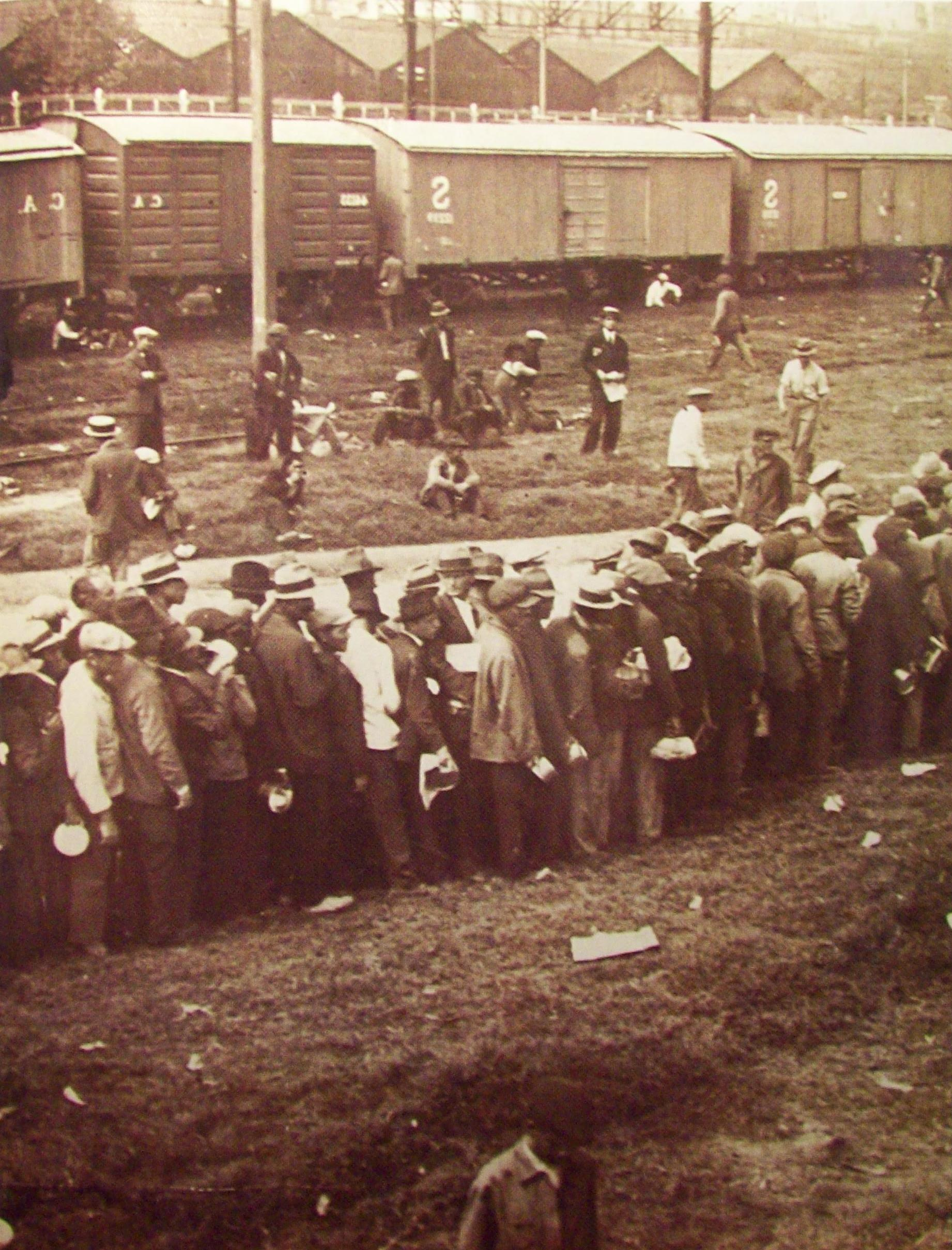
Grupo de trabajadores en una de las primeras villas de emergencia de la ciudad de Buenos Aires en los años 30. La escasez de vivienda sigue siendo uno de los grandes problemas del país.

En 1915 la Federación Obrera Regional Argentina (FORA) realizó su histórico IX Congreso unificándose bajo la conducción mayoritaria de la corriente sindicalista revolucionaria, que adoptaría una política de diálogo y acercamiento al gobierno radical. De todos modos un sector del sindicalismo anarquista, que venía perdiendo apoyo obrero luego de su auge en la primera década del siglo, desconoció el IX Congreso y se organizó como una central exclusivamente anarquista bajo en nombre de FORA del V Congreso.
Yrigoyen adoptó una novedosa política de mediación estatal ante los conflictos laborales, promoviendo su resolución mediante negociaciones colectivas o laudos arbitrales cuando no se llegaba a un acuerdo. El historiador radical Gabriel del Mazo da cuenta del nuevo enfoque que el radicalismo trajo frente a las conflictos laborales, relatando la respuesta de Yrigoyen a la delegación patronal que le había exigido reprimir la huelga ferroviaria de 1917:

¿Esa es la solución que ustedes traen al gobierno de su país; es esa la medida que vienen ustedes a proponer al gobierno que ha surgido de la entraña misma de la democracia, después de treinta años de predominios y privilegios? Entiendan, señores, que los privilegios han concluido en el país y que de hoy en más, las fuerzas armadas de la Nación no se moverán, sino en defensa de su honor o de su integridad. No irá el gobierno a destruir por la fuerza esta huelga que significa la reclamación de dolores inescuchados.
Hipólito Yrigoyen.

Durante el gobierno de Yrigoyen las huelgas se multiplicaron por diez y se extendieron en el tiempo (ver gráfico), hecho que fue también utilizado por los sectores y medios conservadores para denunciar el "caos social" y exigir políticas represivas. Yrigoyen respondió mediando en los conflictos, como sucedió en sus exitosas intervenciones en las huelgas de los trabajadores marítimos en 1916/1917 y ferroviarios de 1917. Pero cuando la mediación estatal fracasaba, la represión contra los trabajadores alcanzó grados de violencia que nunca antes había alcanzado, incluyendo la formación de grupos parapoliciales de choque antiobreros, como la siniestra Liga Patriótica Argentina conducida por el radical Manuel Carlés.
Un año y medio después de iniciado el primer gobierno de Yrigoyen triunfó la revolución socialista en Rusia; este hecho histórico fue un motivador adicional para el movimiento obrero mundial a la hora de movilizarse por mejoras laborales, ante la perspectiva de una transformación mundial de las relaciones entre capital y trabajo. Ese clima llevó también a que, al finalizar la Primera Guerra Mundial, en 1919 se creara la Organización Internacional del Trabajo (OIT), un inusual organismo internacional cogobernado por los estados nacionales, los sindicatos y las organizaciones internacionales, con la misión mantener la paz social.
En materia de legislación laboral el gobierno de Yrigoyen presentó varios proyectos, incluyendo sendos proyectos de códigos de Trabajo y Previsión Social, que no fueron aprobados por el Congreso, con excepción de las leyes de trabajo a domicilio (n.º 10.505) aprobada en 1918 y de trabajo en obrajes y yerbatales (n.º 11.728), aprobada en 1925.
El primer gobierno radical tuvo más éxito con su política en materia de legislación de previsión social, casi inexistente hasta ese momento. En 1919 logró una importante reforma a la ley de jubilaciones ferroviarias (n.º 9653) y al año siguiente se sancionó la ley de jubilaciones para obreros y empleados de servicios públicos (n.º 11.110), mientras que en 1923 (ya durante el gobierno de Marcelo T. de Alvear) se aprobó la ley de jubilaciones para empleados bancarios (Ley 11.232). El Partido Socialista y el movimiento sindical criticaron la política sectorial del radicalismo en materia de pensiones, sosteniendo que buscaba amparar a los empleados jerárquicos y mejor ubicados de ciertas empresas y reparticiones públicas, dejando de lado a la mayoría de los trabajadores, proponiendo la aprobación de un seguro social universal, al que la UCR se opuso.
En materia de vivienda, el gobierno modificó el Código Civil para establecer limitaciones a los contratos de locaciones de vivienda (leyes 11.156 y 11.157 conocidas como "Ley de Alquileres"), disponiendo el congelamiento de los alquileres, plazos mínimos de duración y lapsos para desalojar la propiedad. Este régimen sería modificado en 1933 para asegurar la protección del arrendatario. En 1917 se sancionó la ley n.° 10.284 de Régimen de amparo a la familia, más conocida como homestead, la misma establece la inembargabilidad de los bienes y herramientas de trabajo indispensables para asegurar la subsistencia de la familia. Las leyes 11.156 y 11.157 imponían plazos mínimos para los arrendamientos y beneficiaban a los inquilinos dándoles lapsos para desalojar la propiedad.

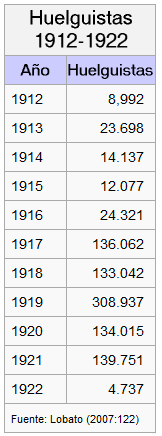
La cantidad de huelguistas se multiplicó por diez durante el gobierno de Yrigoyen (1916-1922).

Yrigoyen mantuvo relaciones muy conflictivas con el Partido Socialista, que lo acusaba de autoritario y demagogo, así como con las corrientes sindicales anarcosindicalista -que controlaba la FORA del V Congreso- y comunista -creada en 1919-. Por otra parte mantuvo estrechas relaciones con el sindicalismo revolucionario, corriente sindical mayoritaria que controlaba la FORA del IX Congreso y los sindicatos ferroviarios y marítimos, que eran los más poderosos. El favoritismo del gobierno radical por el sector sindicalista revolucionario mereció una sanción internacional para la Argentina durante la conferencia fundadora de la Organización Internacional del Trabajo.
De la mano de las libertades democráticas y la política tolerante del gobierno frente a los sindicatos y las huelgas, el sindicalismo se expandió en forma exponencial durante el primer gobierno de Yrigoyen. Mientras que al finalizar 1915 la FORA tenía 51 sindicatos con 20.000 pesos de aportes, cinco años después el número había subido a 731 sindicatos, y los aportes a 700.000 pesos. El movimiento sindical se extendió también por todo el país, organizando incluso a obreros rurales de lugares tan alejados como la Patagonia, los bosques de quebracho del Chaco Austral y los yerbatales de Corrientes y Misiones. La disolución de la FORA IX y la fundación de la Unión Ferroviaria en 1922 -convertida en el eje del sindicalismo argentino durante las siguientes décadas-, abriría gradualmente una nueva etapa en el sindicalismo argentino, más orientada a la negociación colectiva y la participación política con el objetivo de acceder al poder político.
En los dos primeros años de gobierno -durante la Primera Guerra Mundial- el salario real perdió un 30% del poder de compra que tenía en 1915, pero las huelgas, el fortalecimiento del sindicalismo y las nuevas leyes laborales impulsaron el aumento del salario real desde 1918 hasta alcanzar en 1922 un aumento del 37% del poder adquisitivo que tenía en 1915.

### Masacres obreras
Durante los gobiernos radicales se produjeron las mayores matanzas obreras de la historia argentina. Miles de obreros resultaron asesinados, fusilados, torturados y desaparecidos en varias jornadas represivas. El radicalismo combinó una novedosa política de mediación para promover la negociación colectiva entre empleadores y sindicatos para resolver los conflictos laborales, pero también en varios casos en donde el gobierno no supo manejar la situación, se produjo un accionar represivo, que incluyó asesinatos masivos y la actuación de organizaciones parapoliciales terroristas de extrema derecha como la Liga Patriótica Argentina, liderada por el dirigente radical Manuel Carlés y la Asociación Nacional del Trabajo.

#### Semana trágica

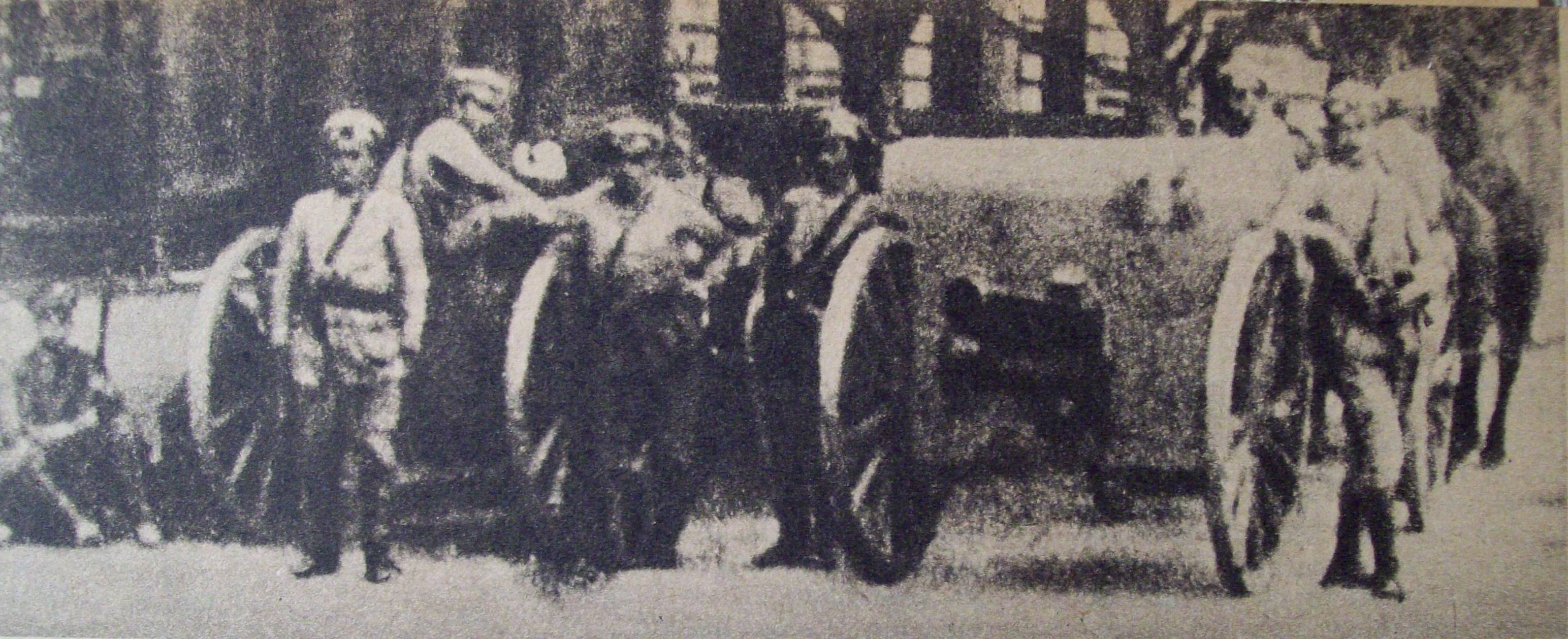
Cañones en la esquina del Congreso, durante la semana trágica, 1919.

En diciembre de 1918 había empezado una huelga en la fábrica metalúrgica Vasena, ubicada en el barrio de San Cristóbal en Buenos Aires. El gobierno tomó intervención y propuso un acuerdo que reunía la mayor parte de los reclamos obreros, pero la empresa se mostró extremadamente intransigente y apostó a desgastar a los huelguistas. Sin embargo la huelga se extendió apoyada en la solidaridad del barrio. Durante todo un mes la tensión fue creciendo, con enfrentamientos, intentos de asesinato de los delegados, se registraron algunos heridos.
El sindicato metalúrgico pertenecía a la FORA anarquista, frontalmente opuesta al “democratismo” y el diálogo social yrigoyenista, a la espera de un estallido social que derrumbara al capitalismo. El gobierno negociaría durante el conflicto con la FORA IX, de tendencia sindicalista revolucionaria y cercana al gobierno, pero esta central mayoritaria no tenía afiliados en Vasena.
El 7 de enero de 1919 un grupo de rompehuelgas, custodiado por más de cien policías, se enfrentó con el piquete huelguista que bloqueaban la entrada a la fábrica, y la policía desencadenó un pandemónium, descargando más de dos mil balas en dos horas, que dejó cinco personas muertas y más de cuarenta heridos. Tres de los muertos estaban en sus casas. El parte policial informaba que solo cuatro policías habían resultado heridos: un teniente con “herida punzante”, un cadete con “contusión en dedo del pie”, un agente con “mordisco en el dedo meñique” y otro agente con “contusión en la frente”.
Ante la masacre, la FORA del V Congreso declaró la huelga general a la que adhirieron sindicatos de ambas centrales y la ciudad quedó paralizada. El 9 de enero decenas de miles de personas se reunieron para enterrar a sus muertos en el Cementerio de la Chacarita. El cortejo fue atacado varias veces en el camino y al llegar al cementerio la policía disparó a mansalva sobre la multitud, matando a cincuenta personas e hiriendo a otras cuatrocientas. La indignación por la matanza produjo una insurrección popular que expulsó a la policía de los barrios obreros.
Esa misma noche Yrigoyen ordenó al Ejército recuperar el control de la ciudad, bajo el mando del general Luis Dellepiane, un militar incondicional de Yrigoyen que había participado en la Revolución radical de 1905. Durante tres días Buenos Aires sería zona liberada para la acción represiva del Ejército, la policía y grupos de civiles armados y "guardias cívicas radicales", que unos días después se organizarían bajo el nombre de Liga Patriótica Argentina. En el barrio judío del Once, las fuerzas represivas produjeron el único pogrom (matanza de judíos) que se haya realizado en el continente americano, convocando a “cazar rusos”. En medio de la masacre apareció la frase “yo, argentino”, utilizada como salvoconducto para salvar la vida. El saldo fue de unos 800 muertos nunca identificados: ancianos, mujeres, niños y hombres. Hubo también decenas de desaparecidos, miles de heridos, y más de 50.000 detenidos. Fueron quemadas viviendas obreras, sinagogas, locales sindicales y partidarios, periódicos, bibliotecas populares judías y cooperativas. El gobierno detuvo y torturó a miles de ciudadanos, como el inmigrante judío Pinie Wald al que se lo acusó falsamente de ser el líder de una revolución judeo-comunista y facilitó a los grupos parapoliciales las comisarías donde establecieron sus bases operativas. Una vez liberado Pinie Wald relató las torturas y ultrajes sufridos en el libro Koschmar (Pesadilla), escrito en idish y traducida al español recién en 1987.
Los dos FORA fueron incapaces de operar en algún sentido para frenar la matanza. La FORA anarquista porque se oponía a todo contacto con el gobierno o los diputados y simplemente se limitó a promover la insurrección, y la FORA IX porque se mostró dubitativa y sin control de los sindicatos ni influencia sobre los huelguistas.
Hay consenso entre los estudiosos en considerar que Yrigoyen fue superado por los sectores más duros y criminales que actuaban dentro y fuera del radicalismo. Pero también hay consenso en considerar que Yrigoyen fue responsable tanto por las decisiones que tomó, como por las que no tomó, entre ellas el encubrimiento de los hechos y la impunidad de los asesinos. Un historiador radical como Gabriel del Mazo le atribuye responsabilidad a "la oligarquía política y plutocrática en acecho, cuya aspiración enderezó a derribar el gobierno constitucional mediante una operación militar y so pretexto de restablecer el orden alterado". Otro historiador radical, como Félix Luna afirma genéricamente que "Yrigoyen se vio obligado a tomar medidas enérgicas para garantizar la tranquilidad de la población". Luego de la masacre, el gobierno felicitó públicamente a las tropas que ejecutaron la represión y la alta sociedad organizó una colecta para premiarlos con dinero.
A casi cien años de la masacre, las víctimas siguen sin ser oficialmente recordadas. En 1972 Julio Godio escribió un libro titulado La semana trágica, recuperando el hecho para la memoria colectiva. Más recientemente un documental de Herman Szwarcbart, Un pogrom en Buenos Aires (2007), registró testimonios del grado de barbarie, odio de clase y racismo de aquella acción.

#### Patagonia rebelde

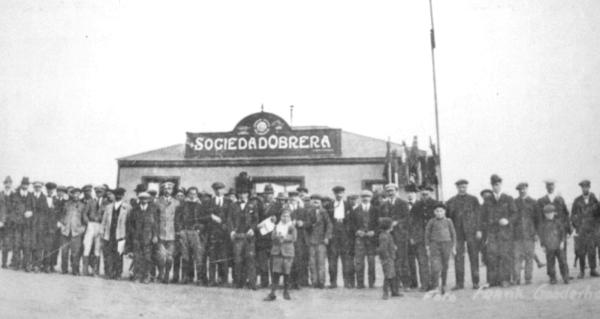
Obreros en huelga durante la Patagonia rebelde.

En noviembre de 1920 estalló en Santa Cruz una huelga de peones rurales y trabajadores de los frigoríficos. De inmediato, los estancieros más grandes, como Menéndez Behety, la Sociedad Rural, los frigoríficos ingleses e incluso la embajada de Gran Bretaña pidieron la intervención del gobierno nacional para terminar con la huelga.
La huelga era conducida principalmente desde la Sociedad Obrera de Río Gallegos, creada en 1918. Su secretario general era conocido como el "Gallego" Soto, un anarquista español que pertenecía a la FORA anarquista (FORA V). Con la extensión del conflicto, se sumaron a la huelga otras sociedades obreras instaladas en las demás ciudades santacruceñas. Tres corrientes sindicales (anarquistas, socialistas y sindicalistas revolucionarios) entraron en conflicto entre sí, pero la preeminencia la tuvieron los anarquistas de la FORA V. El conflicto estuvo plagado de hechos violentos, desde golpizas, torturas y asesinatos de sindicalistas por parte de la policía y el grupo parapolicial Liga Patriótica Argentina, hasta la toma de estancias y de rehenes por parte de los huelguistas.
Yrigoyen dio órdenes de mediar en el conflicto y llegar a un acuerdo. Para ello envió un nuevo gobernador yrigoyenista, Ángel Yza, y poco después al coronel Héctor Benigno Varela, al mando de un regimiento del Ejército. Yza y el coronel Varela lograron acercar a las partes y llegar a un acuerdo que se formalizó mediante un laudo del gobernador, aceptado por los sindicatos y los empresarios, que fue finalmente homologado el 22 de febrero de 1921.
Inmediatamente después de que se retiraran las tropas, los estancieros desconocieron el acuerdo y tomaron represalias utilizando a los grupos parapoliciales. En octubre se inicia una nueva ola de tomas de estancias, pueblos y rehenes.
A fines de 1921 se produjo un descenso brusco del precio de la lana, lo que causó una importante cantidad de stock acumulado, provocando una disminución importante del precio del producto, el mayor problema era que los obreros tenían una próxima esquila, lo que empeoraba la situación. Para evitarlo los obreros tomaron nuevamente las estancias, otra vez cautelosamente sin violencia, incluso algunos propietarios se adhirieron al reclamo por considerarlo justo.
En noviembre Yrigoyen volvió a mandar al coronel Varela al mando de 200 soldados, esta vez con la orden de “pacificar” la Patagonia otorgándole el bando de pena de muerte para aplicar a los huelguistas por subversión. Los historiadores debaten qué peso tuvo en la decisión de extremar la represión contra los obreros hasta semejante punto, la presencia chilena en el conflicto, especialmente de efectivos carabineros (policías).
Entre el 11 de noviembre de 1921 y el 10 de enero de 1922 el Ejército procedería a detener y fusilar a cientos de huelguistas, que Osvaldo Bayer estima llegaron a 1500. Los cadáveres fueron quemados y enterrados sin marcas. El gobierno de Yrigoyen nunca dio una lista de las personas ejecutadas ni realizó ningún informe de las operaciones.
Los fusilamientos de la Patagonia fueron olvidados, a excepción de un libro del radical yrigoyenista José María Borrero, titulado La Patagonia trágica, que pasó desapercibido. Cincuenta años después de las matanzas, Osvaldo Bayer publicó La Patagonia Rebelde, que a su vez sirvió de libro para la película del mismo nombre, dirigida por Héctor Olivera con Luis Brandoni, Federico Luppi y Pepe Soriano representando a los líderes sindicales de la huelga. Estrenada en 1974 fue inmediatamente censurada por el gobierno de Juan Domingo Perón, y sería estrenada de nuevo en 1984 tras el retorno de la democracia en 1983.

#### La Forestal
Entre 1919 los trabajadores de la empresa inglesa La Forestal, productora de quebracho y tanino en el norte de la provincia de Santa Fe construyeron una organización sindical afiliada a la FORA del 9.º Congreso y declararon una huelga general que finalizó con la firma de un avanzado convenio colectivo.
En los dos años siguientes la empresa incumplió el convenio y logró que el gobierno radical de Santa Fe creara una fuerza policial financiada por la empresa para cuidar sus intereses, denominada Gendarmería Volante. Simultáneamente la organización parapolicial Liga Patriótica Argentina, se instaló en la zona, en tanto que el movimiento sindical se dividía en luchas entre las diferentes FORA noventista y quintista.
En esas condiciones en diciembre de 1920 La Forestal inició un lock out prolongado, cerrando sus fábricas y despidiendo a miles de trabajadores, y exponiendo a la inanición a varias poblaciones (Villa Guillermina, La Gallareta, Villa Ana y Tartagal). El 29 de enero de 1921 se produjo un estallido social generalizado en la región, con decenas de enfrentamientos armados en los pueblos y bosques durante tres meses. El estallido fue duramente reprimido por la Gendarmería Volante y el grupo parapolicial Legión Patriótica, por el enfrentamiento murieron unos 600 obreros, además se produjeron torturas, violaciones y quema de viviendas por parte de las fuerzas policiales. Recién en noviembre de 1922 La Forestal reabrió sus fábricas. Para entonces el Sindicato del Tanino y todo asomo de organización sindical en los trabajadores del quebracho había desaparecido.
Tres décadas después, con los quebrachales talados, La Forestal cerraría definitivamente sus plantas en Argentina, causando el mayor desastre social y ecológico que una empresa haya podido generar en la historia argentina. Un informe realizado en 2004 por la Secretaría de Ambiente y Desarrollo Sustentable de la Nación y el Instituto Nacional de Tecnología Agropecuaria (INTA), estudió en detalle la devastación de los bosques naturales y el proceso de desertificación la provincia de Santa Fe, causados en el norte de la provincia, principalmente por la acción de La Forestal. Como consecuencia del tipo de explotación forestal realizada en Santa Fe por la Forestal y otras empresas, la provincia perdió el 86% de sus bosques.
Esta masacre que había sido difundida por la película Quebracho (1974), de Ricardo Wüllicher, ha sido estudiada en detalle por Alejandro Jalinski en el libro Revuelta obrera y masacre en La Forestal: sindicalismo y violencia empresaria en tiempos de Yrigoyen.

#### Masacre de Napalpí
En 1924 durante la presidencia de Marcelo T. de Alvear, se produjo una gran protesta laboral de indígenas qom y mocoví en la localidad de Napalpí, en el entonces territorio nacional del Chaco, por las condiciones indignas de la producción algodonera. La protesta fue reprimida por la policía, asesinando a unas 200 personas. Al menos 700 víctimas, incluidas mujeres, ancianos y niños. Quienes no murieron por las balas policiales, fueron degollados con machetes y hachas. Fue una de las masacres de mayor magnitud cometida en Argentina durante el siglo XX. Como en los demás casos no se abrió una investigación ni se dio a conocer una lista de damnificados en su momento. En 2014, noventa años después, el Estado argentino, a través del Ministerio Público, investigó durante cuatro años los eventuales delitos de lesa humanidad cometidos en Napalpí, y solicitó la apertura de un juicio por la verdad, debido a que todos los eventuales culpables ya habían muerto.

### La Reforma Universitaria de 1918

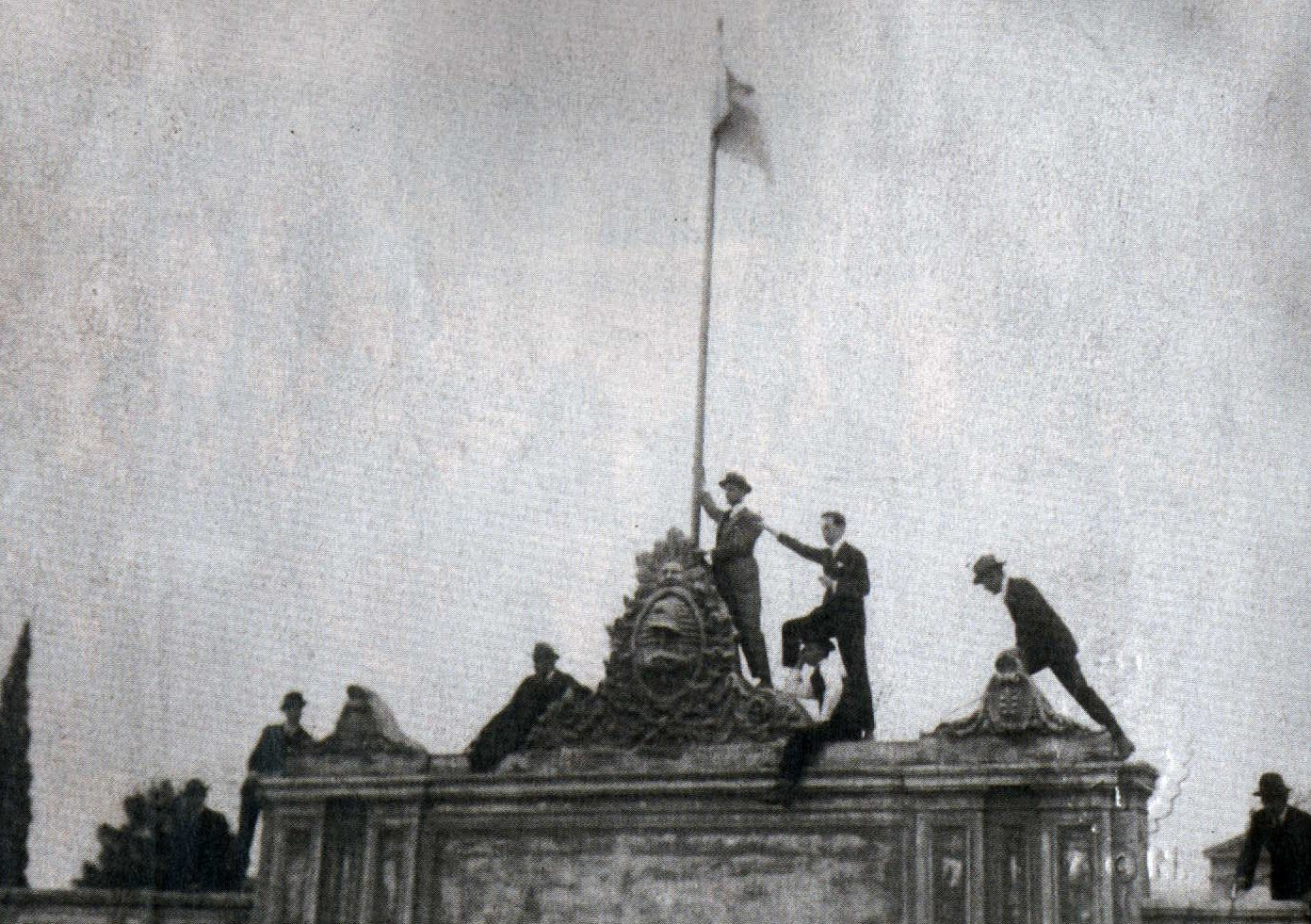
En 1918 comienza el movimiento de Reforma Universitaria.

El 15 de junio de 1918 estalló en la Universidad Nacional de Córdoba una huelga estudiantil contra el régimen universitario vigente que daría inicio a un movimiento que tomó el nombre la Reforma Universitaria. El movimiento estableció sus objetivos en un Manifiesto Liminar -redactado por Deodoro Roca- de "la juventud argentina de Córdoba a los hombres libres de Sud América" y se apoyó en los centros de estudiantes organizados en la Federación Universitaria de Córdoba. Los reformistas reclamaron una reforma profunda del régimen universitario, exigiendo que fuera autónomo para cada universidad y gobernado por representantes elegidos por docentes, estudiantes y graduados, en el marco de una democratización de la educación universitaria. El movimiento se extendió a las demás universidades existentes en el país en ese momento (La Plata, Buenos Aires y Tucumán) a las que se sumó la Universidad Nacional del Litoral creada al año siguiente, siendo dirigido por la Federación Universitaria Argentina fundada ese año.
Yrigoyen veía con simpatía este movimiento, por lo cual creó nuevas casas de estudio para que las clases medias tuvieran mayor acceso a la universidad. Según explica Gabriel del Mazo, uno de los líderes estudiantiles y posterior dirigente de la UCR:

Su gobierno pertenecía al espíritu nuevo, que se identificaba con las justas aspiraciones de los estudiantes y que la Universidad debía nivelarse con el estado de conciencia alcanzado por la República.
Gabriel del Mazo.

El Presidente nombró a José Nicolás Matienzo como interventor, quién reformó se encargo de transformar los estatutos de la Universidad de Córdoba, y estableció la elección de nuevas autoridades. Sin embargo ganó el doctor Nores, contrario a la reforma, lo que provocó la oposición de los estudiantes y ante el fracaso de la intervención de Matienzo, los estudiantes resolvieron que la huelga sería por tiempo indeterminado. El 21 de junio de 1918 se difundió un manifiesto titulado La juventud argentina de Córdoba a los hombres libres de Sud América. En julio de 1918 el gobierno radical mandó al Congreso de la Nación una ley que establecía los tres niveles de instrucción. Se creó la Universidad del Litoral, a petición del Congreso Nacional de Estudiantes Universitarios, y fue nacionalizada la de Tucumán.
La reforma universitaria fue proyectada en otros países de América Latina, como Perú -donde el líder reformista fue Víctor Raúl Haya de la Torre, México, Colombia, Cuba, Chile, Uruguay, Guatemala, República Dominicana, Costa Rica, Bolivia y Venezuela.

## Segundo gobierno (1922-1928)

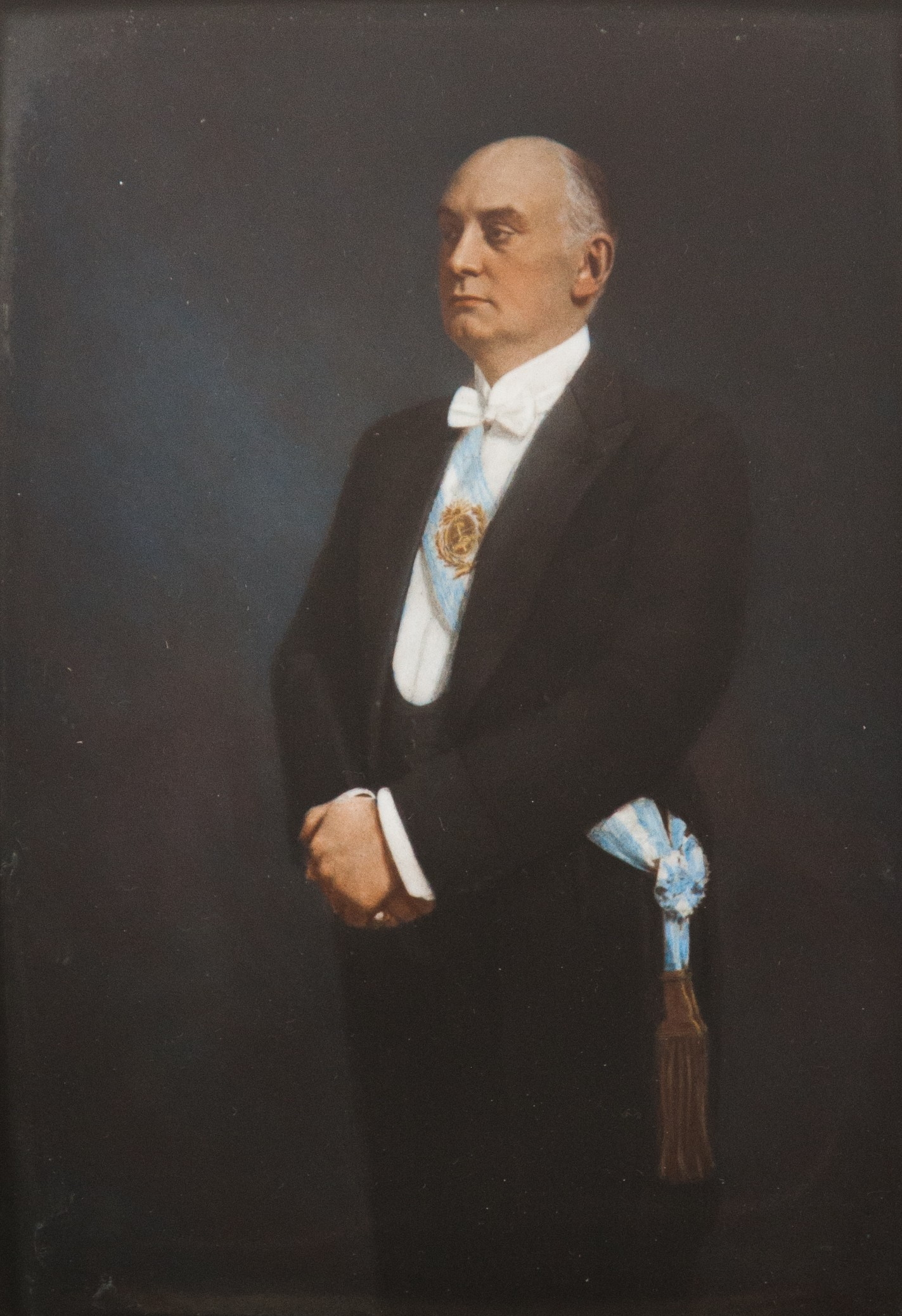
Marcelo T. de Alvear con la banda presidencial, retrato oficial, Museo del Bicentenario.

Los comicios se realizaron el 2 de abril de 1922. Marcelo T. de Alvear, por la UCR, obtuvo el triunfo con 450 000 votos; la Concentración Nacional (alianza electoral conservadora) obtuvo 200 000 votos; el Partido Socialista obtuvo 75 000 votos; y el Partido Demócrata Progresista obtuvo 75 000 votos. El Vicepresidente fue Elpidio González.
Marcelo T. de Alvear desarrolló una presidencia marcadamente diferente, en estilo y contenido a la de Hipólito Yrigoyen.
En primer lugar, el radicalismo durante su mandato, manifestó una clara vocación de diálogo y alianzas con otras fuerzas políticas, en particular con los socialistas y demócratas progresistas. La presencia de militantes radicales en el gabinete fue reducida y los ministros y secretarios gozaron de mayor autonomía. El ministro José Nicolás Matienzo desempeñó un rol de coordinación del gabinete. Dos ministros del gabinete de Alvear serían durante la Década Infame presidentes de la Nación: Agustín P. Justo y Roberto M. Ortiz.
En segundo lugar, ciertas políticas de transformación económica, política y social que había delineado el gobierno de Yrigoyen resultaron atenuadas, cuando no directamente revertidas, durante el gobierno de Alvear. El caso más extremo fue con la Reforma Universitaria. Ello no impidió, sin embargo, que fuera el gobierno de Alvear el que enviara al Congreso el proyecto de ley de nacionalización del petróleo, aunque nunca logró que fuera aprobado.
No obstante, aunque en menor medida que su antecesor, el nuevo radical adoptó varias medidas de previsión social, como la ley n.º 11.289 en 1923; aunque significó un avance hacia la jubilación universal y obligatoria, más tarde en 1926, la Unión Industrial consiguió anularla por medio de la nueva ley 11.35, argumentando que sería muy costoso mantenerla. El movimiento obrero también se quejó de ella, ya que no querían que se descontara de sus salarios el 5% correspondiente a los aportes obreros. La ley n.º 11.317 sancionada en 1924 prohibió el trabajo de mujeres y menores en Capital Federal y en los territorios nacionales, Pablo Troncoso destacó que el artículo 23 de dicha ley faculta a las sociedades gremiales a denunciar y acusar criminalmente cualquier infracción a sus disposiciones. En 1926 una comisión encabezada por el socialista Mario Bravo logró elaborar y sancionar la ley n.º 11.388 llamada "Régimen Legal de las Sociedades Cooperativas", cuyo segundo artículo expresaba los principios de asociación libre y voluntaria, fomento de la educación y eludir privilegios para los fundadores de las mismas. Casi paralelamente se promulgó la ley n.º 11.380 llamada de "fomento cooperativo", la cual autorizaba al Banco de la Nación Argentina como al Hipotecario a gestionar créditos a las entidades cooperativas, además de liberar a estas sociedades de aquellos impuestos nacionales de papel sellado, como también del valor de los edificios e instalaciones y de patentes.
También se sancionaron leyes previsionales: la jubilación para los bancarios ley n.º 11.232 y 11.575, y maestros primarios ley n.º 11.312, además se creó por ley n.º 11.289 la Caja de Previsión Social para jubilaciones a empleados y obreros, la ley n.º 11.275 de identificación de mercancías de industria argentina, y con la ley n.º 11.278 se reglamentó el pago de sueldos en moneda nacional (para evitar el uso de vales de cambio), gracias a la ley n.º 11.287 se establecieron impuestos a la herencia que esta vez produjo una mayor redistribución, que sirvió para reforzar la educación popular. En el año 1924 se aumentó la jubilación de los maestros, antes la misma era muy baja. Sin embargo el gobierno prácticamente atenuó el proceso de la reforma universitaria, cuando intervino la Casa de Altos Estudios de La Plata y la del Litoral, además de sancionar un estatuto antirreformista para la Casa de Buenos Aires.
Durante su presidencia y con motivo de la finalización de la guerra se reactivó el flujo de inmigración hacia la Argentina. Desde 1924 a 1929 entraron al país casi dos millones de personas, de las cuales quedaron radicados en el país 650 000.

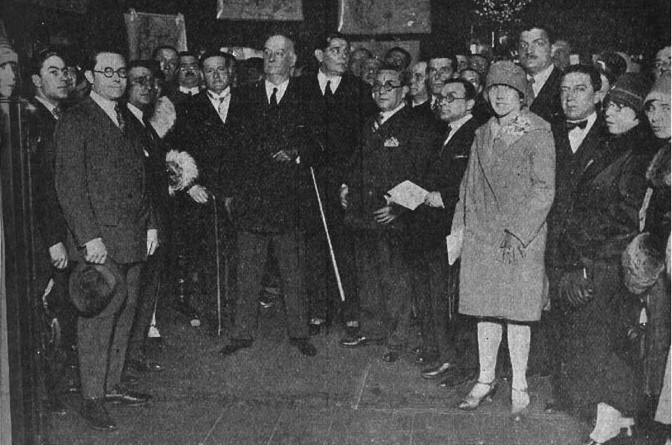
La primera Feria del Libro en Argentina tuvo lugar en Buenos Aires, en septiembre del año 1928, en la foto se encuentra el Presidente con sus ministros Roberto Marcelino Ortiz y José Tamborini, recorriendo en el día de la inauguración.

A partir del año 1925 se registró un grandísimo aumento en las inversiones extranjeras provenientes de los Estados Unidos, que se realizaron a través de las empresas relacionadas con la industria frigorífica, con las organizaciones de distribución y producción de energía, y de bienes de consumo. Esta "invasión" repentina de capitales estadounidenses provocó una competencia con los capitales provenientes del Reino Unido, aquella rivalidad se vio reflejada en áreas tales como los transportes (entre los productos automotores exportados de Estados Unidos y los ferrocarriles ingleses). Pero también se agudizó la competencia con empresas frigoríficas vinculadas con estos dos países. Estos conflictos llevaron al deterioro de las relaciones con los ingleses. Producto de ello, por imperio de los empresitos de origen estadounidense que contrajo la segunda presidencia radical, la deuda pública creció notablemente durante la gestión de Alvear en comparación a la primera presidencia de Yrigoyen, para 1928 la misma era de 1763 millones de pesos.
Cuando asumió Alvear existía una crisis en el sector ganadero, ya que las carnes congeladas que producía Argentina no servían para una economía de guerra como la europea, así en años anteriores las exportaciones de carne congelada se mermaron. Los criadores que tenían ganado en exceso tuvieron que vender sus animales a precios bajos. Los criadores de ganado habían pedido en 1921 protección por parte del gobierno argentino hacia los manejos de los trusts de la carne. Por ello el gobierno sancionó en 1923 tres leyes, la n.º 11.226, 11.227 y 11.228, la primera establecía un régimen de control del comercio de carnes, la segunda fijaba los precios mínimos y máximos para la venta, y la tercera instauró un régimen de control para las transacciones comerciales de ganado vacuno para evitar los vales, comunes en el interior. Se creó así un frigorífico Estatal, años más tarde bautizado con el nombre de Lisandro de la Torre. Se procuró evitar especulaciones, y establecer formas de comercialización y control, asegurando el abastecimiento a precios razonables.
Al finalizar la gestión de Alvear en 1928, el país contaba con mayor número de automóviles que Francia, y mayor cantidad de líneas telefónicas que Japón.

### Diversidad y división del radicalismo

#### Yrigoyenismo y antipersonalismo

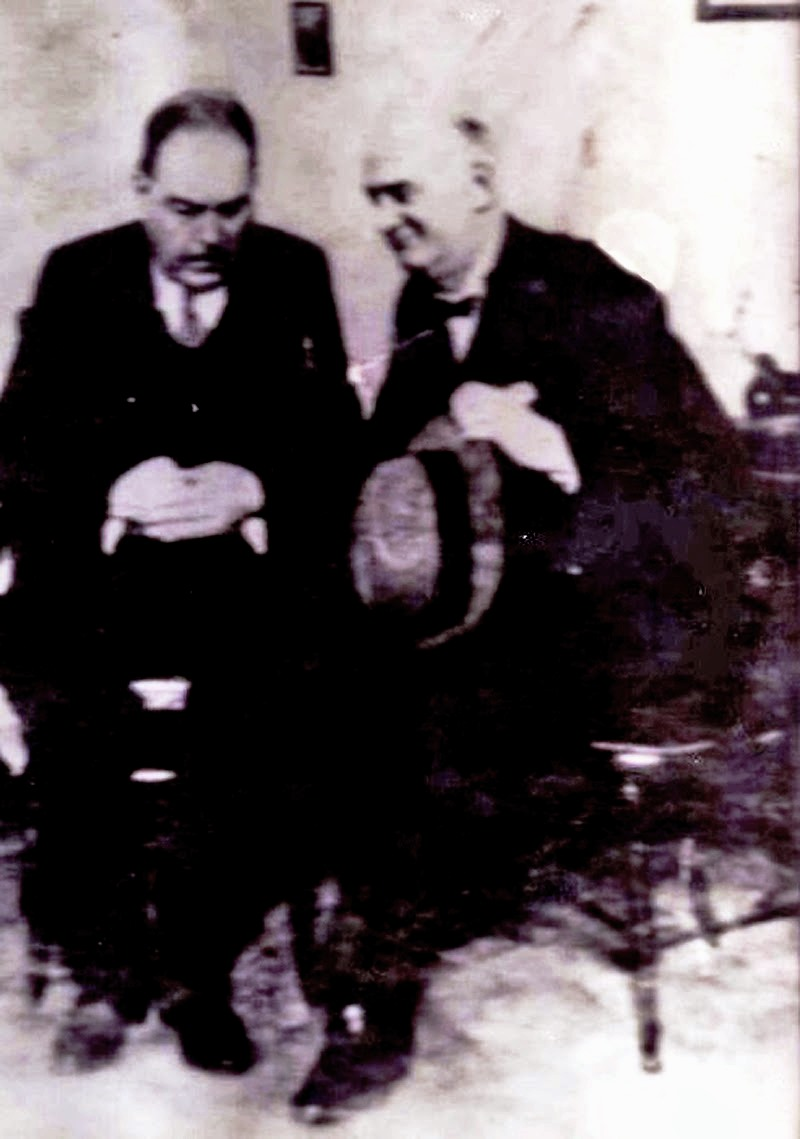
Hipólito Yrigoyen con Marcelo Torcuato de Alvear, a mediados de los años 20 el radicalismo se dividió en yrigoyenistas y antipersonalistas.

Yrigoyen impuso un estilo de conducción muy personalista y directo, en el que sus ministros aparecían con escasa autonomía. La oposición, y más adelante un amplio sector de la UCR, criticaría severamente este estilo, que fue denominado como personalista.
La Unión Cívica Radical estaba dividida interiormente, desde principios de siglo, entre los llamados "azules" o "galeritas", de tendencia más conservadora y origen social de clase media alta, muy fuertes en la Ciudad de Buenos Aires, y los llamados "grises" de tendencia más popular y origen social de clase media baja, fuertes en la Provincia de Buenos Aires.
Las raíces del enfrentamiento se remontan a la época de la revolución radical de 1893, que dividió al partido entre seguidores de su fundador, Leandro N. Alem, y su sobrino, Hipólito Yrigoyen. Muchos de los seguidores de Alem, como Francisco Barroetaveña, Martín Torino, Tomás Le Breton, o Emilio Gouchón, integraron las filas del grupo contrario a Yrigoyen, base del futuro antiyrigoyenismo. Otro sector radical había seguido a Bernardo de Irigoyen en su gobernación de la Provincia de Buenos Aires; cuando se reincorporaron al tronco principal del radicalismo, varios miembros de este grupo no aceptaron la dirección de Yrigoyen. Por último, un sector liderado por Leopoldo Melo se enfrentó a Yrigoyen en 1909, oponiéndose al abstencionismo que Yrigoyen sostenía como centro de su estrategia política.
Los antipersonalistas criticaban el liderazgo vertical y personalista de Yrigoyen, así como su personalidad cerrada y poco proclive al diálogo. Daban máxima importancia a una de las cuatro banderas que Leandro Alem señaló como bases del radicalismo: "la impersonalidad de la coalición".

#### Lencinismo mendocino
El radicalismo asumió características diferenciadas en varias provincias. Algunas de esas corrientes llegaron a separarse de la UCR, formando partidos provinciales que en algunos casos, como la Unión Cívica Radical Bloquista de San Juan, continúan activos en la actualidad.
En Mendoza surgió una corriente radical conocida como lencinismo. El lencinismo fue fundado por José Néstor "El Gaucho" Lencinas, uno de los fundadores de la Unión Cívica Radical, elegido gobernador en 1918. Luego de su muerte en 1920 el liderazgo fue continuado por sus hijos, José Hipólito, Rafael y especialmente Carlos Washington. El lencinismo llevó adelante un programa de transformaciones sociales vinculadas a los sectores sociales más bajos, que lo ubicaron como ala izquierda del radicalismo. El símbolo verbal del lencinismo era la alpargata, calzado popular de las clases sociales más necesitadas.
Los Lencinas enfrentaron tanto a conservadores mendocinos (autodenominados "gansos"), como a Hipólito Yrigoyen, ubicándose en el campo antipersonalista. Durante la década de 1920 el lencinismo ganó todas las elecciones provinciales, pero al mismo tiempo sus gobiernos fueron reiteradamente intervenidos por el gobierno radical nacional. 
El punto máximo del enfrentamiento entre el lencinismo y el yrigoyenismo se produjo en 1929 cuando la mayoría radical rechazó los pliegos de senador nacional de Carlos Washington Lencinas, siendo poco después asesinado. Históricamente el lencinismo atribuyó el asesinato a Hipólito Yrigoyen, aunque ello no ha podido ser probado. Producido el golpe de Estado militar del 6 de septiembre de 1930 el lencinismo no volvió al poder de la provincia nunca más, iniciando un camino de decadencia.

#### Bloquismo sanjuanino
El Partido Bloquista se originó en una fuerte división de la Unión Cívica Radical de la provincia de San Juan. Los hermanos Federico y Aldo Cantoni, radical aquel y socialista este, fundaron la Unión Cívica Radical Bloquista con un programa popular progresista, que fue ampliamente popular en esa provincia.
Federico Cantoni fue elegido gobernador en 1923 y en 1931. Aldo Cantoni fue elegido gobernador en 1925. En las dos primeras oportunidades fueron desplazados por sendas intervenciones federales dispuestas por los presidentes radicales Marcelo T. de Alvear e Hipólito Yrigoyen, con quien estaban enfrentados. En 1934 Federico Cantoni fue derrocado por un sangriento golpe de Estado organizado por los conservadores.
El bloquismo en San Juan realizó una de las obras de gobierno más progresistas de la historia argentina: el sufragio femenino en 1927 por primera vez en la historia argentina, avanzadas leyes de trabajo, un sistema de impuestos progresivo, desarrollo de la educación técnica, la reforma agraria, intervención del Estado para promover la industria del vino y del olivo, una red caminera con el fin de poblar el territorio, parques populares, planes de vivienda para trabajadores. En esa década el bloquismo apoyó nacionalmente a la Unión Cívica Radical Antipersonalista.

#### Radicalismo Principista entrerriano
En 1914 el radical Miguel Laurencena fue elegido gobernador de la Provincia de Entre Ríos secundado por Luis L. Etchevehere como vicegobernador, inaugurando una serie de gobiernos provinciales de la Unión Cívica Radical que se prolongarían hasta el golpe militar de 1943.
Laurencena adoptó una posición abiertamente opositora a Hipólito Yrigoyen desde que este fuera elegido presidente de la Nación en 1916, llegando a separarse de la Unión Cívica Radical, para formar la Unión Cívica Radical Principista o Unión Cívica Radical de Entre Ríos que lo llevó como candidato a presidente en 1922, donde obtuvo una mínima cantidad de votos (18.000 frente a los 450.000 que obtuvo Alvear). En 1924 los radicales principistas formaron parte del grupo de dirigentes radicales que fundaron la Unión Cívica Radical Antipersonalista.
La UCR Principista ganaría todas las elecciones provinciales hasta 1943. En 1924 el presidente Marcelo T. de Alvear designó a Miguel Laurencena ministro de la Corte Suprema de Justicia, desempañándose hasta su muerte en 1928, en tanto que su hijo Eduardo Laurencena fue elegido gobernador para el período 1926-1930.

#### Verismo tucumano
En 1922 fue elegido gobernador de Tucumán Octaviano Vera. Vera, que había adoptado la alpargata como símbolo partidario, buscó representar a los trabajadores de la industria azucarera y enfrentar a los poderosos propietarios de los ingenios azucareros, que controlaban la economía provincial.
La combinación de una gran huelga realizada en abril de ese año y el impulso de una avanzada legislación laboral (salario mínimo y jornada de ocho horas), puso la patronal en pie de guerra e hizo que el Centro Azucarero Argentino, se reestructurara para coordinar medidas con la finalidad de bloquear la “legislación obrera” de Tucumán. En noviembre de 1923 la provincia fue intervenida por el Poder Ejecutivo Nacional y Vera fue separado de su cargo.
El interventor federal Dr. Gondra, fue ayudado por los industriales, quiénes le prestaron 2.000.000 pesos, para el pago de la administración pública, a cuenta del impuesto de la cosecha de 1924. Mientras tanto, una de las fracciones radicales, encabezada por el diputado nacional Antonio B. Toledo le pidió al interventor, que hiciera cumplir las “leyes obreras”, de jornada máxima de ocho horas y de salario mínimo de 4,20 pesos. Pero Gondra no las aplicó, porque estaba alineado con el sector industrial.

#### Tanquismo jujeño
Miguel Tanco fue un dirigente radical que fue ministro y luego gobernador de la provincia de Jujuy, durante la década de 1920. Tanco impulsó una avanzada política social y proindígena que tenía como objetivo subvencionar la compra de tierras en la Puna y la Quebrada de Humahuaca con el fin de repartirla entre las comunidades indígenas, junto a la realización de obras de infraestructura, radicación de industrias y viviendas obreras. Un volante de la UCR daba cuenta de la política tanquista en estos términos:

¡Al Pueblo de Jujuy!... Mediante esta ley se obliga al poderoso, al que tiene millones amasados con el sudor y el desgaste de la vida del trabajador, a que le den pan y un humilde techo... ¡Hoy los hijos del pueblo ya no deben arrastrar cadenas! A concurrir todos en masa cuando se trate de sancionar la ley para conocer personalmente y no confundir a los legisladores que no quieran sancionarla, los cuales desde ese momento serán reos de alta traición a los intereses de los humildes. ¡Vivan los hijos del pueblo! ¡Vivan los liberados!
Unión Cívica Radical, 1923

El tanquismo fue resistido por los sectores conservadores de la UCR y las clases altas jujeñas. En 1930, aliado con Yrigoyen, Tanco logró ser elegido gobernador y expropiar una enorme cantidad de tierra en la Puna y la Quebrada de Humahuaca, pero a los pocos meses fue derrocado, con el golpe de Estado que desalojó al gobierno yrigoyenista. En 1946 Tanco resultaría elegido como senador por el peronismo.

### La Unión Cívica Radical Antipersonalista

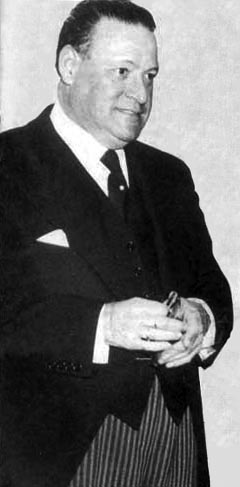
El radical antipersonalista Roberto M. Ortiz, sería presidente de la Nación en 1938.

Alvear había sido propuesto como candidato por Yrigoyen, quizá porque creía que su simpatía por los detractores del personalismo de su predecesor, combinada con su lealtad personal, evitaría la ruptura dentro del radicalismo.
Los sectores de oposición interna se alinearon rápidamente tras la figura de Alvear, formando un sector diferenciado, conocido como Unión Cívica Radical Antipersonalista. Por el momento no hubo ruptura, porque los antipersonalistas aparentemente tenían la intención de desplazar a los partidarios de Yrigoyen de todos sus puestos, inclusive en el partido. Lograron varios gobiernos provinciales y ocuparon casi todos los ministerios; su principal oponente era el vicepresidente Elpidio González, abiertamente yrigoyenista. Según Félix Luna en su libro Yrigoyen, Alvear no había alentado la creación de la facción antipersonalista, pero su alejamiento del caudillo basto para que los sectores más conservadores dentro del radicalismo se enemistaran con los "personalistas".
Pero la división del partido radical, se fue volviendo inevitable en 1923: nueve senadores radicales se declararon "antipersonalistas", es decir, contrarios al "personalismo" de Hipólito Yrigoyen, y brindaron su apoyo al presidente Marcelo Torcuato de Alvear, también hubo roces entre este y su vicepresidente Elpidio González. De hecho la división comenzó cuando los senadores comenzaron a hostilizar al vicepresidente González. El yrigoyenismo tomaba a los antipersonalistas como conservadores. Por otra parte los antipersonalistas decían que Yrigoyen violaba las reglas del juego político. Estas disputas siguieron, y lo que fue peor, se trasladaron al Congreso, en donde los diputados fieles a Yrigoyen solían obstaculizar las iniciativas del Poder Ejecutivo, ya fuese a través de discusiones o bien retirándose del recinto para evitar dar cuórum. En este contexto, el presidente Alvear clausuró por decreto las sesiones extraordinarias, en vista de que la actividad legislativa era casi nula.
El líder del radicalismo antipersonalista fue Leopoldo Melo; con él estaban, entre otros, Vicente Gallo, Tomás Le Breton, José P. Tamborini, Enrique Mosca, José C. Crotto y Roberto M. Ortiz.
Varios grupos provinciales se alinearon también con el antipersonalismo, pero desde un punto de vista completamente opuesto: el lencinismo de Mendoza y el bloquismo de San Juan tenían tendencias claramente populistas. En cambio, los radicales principistas de Entre Ríos, con Miguel Laurencena a la cabeza, eran de tendencia conservadora.
En 1924 la UCR de la Ciudad de Buenos Aires se dividió: se constituyeron dos Comités paralelos y apareció oficialmente la Unión Cívica Radical Antipersonalista liderada por Leopoldo Melo y Enrique Mosca.
En 1925, la Unión Cívica Radical Antipersonalista constituyó su propio Comité Nacional. En las elecciones parlamentarias de 1926 concurrió con candidatos propios y se ubicó como segunda fuerza nacional con 218 000 votos detrás de la UCR que obtuvo 338 000 votos. Debido a que los conservadores se habían ubicado terceros con 160 000 votos, la posibilidad de una alianza entre conservadores y antipersonalistas era cada vez más probable para obtener la victoria en las elecciones presidenciales de 1928.
Aunque Alvear apoyaba al antipersonalismo, cuando este sector le pidió intervenir la provincia de Buenos Aires para afectar las posibilidades electorales del yrigoyenismo, Alvear se negó y lo impidió, afectando seriamente al radicalismo antipersonalista. La respuesta de Alvear a sus amigos antipersonalistas fue muy demostrativa de su posición política:

¡A mí no me vengan a joder! ¡Arréglense solos y ganen si son más!.

Simultáneamente, surgieron movimientos radicales autónomos, como el que desarrollaron los Lencinas en Mendoza. El lencinismo estaba enfrentado a Hipólito Yrigoyen y se alineó originalmente con los antipersonalistas. Pero poco habría de durar la alianza, en especial porque las políticas sociales del lencinismo (jornada de ocho horas, ley de salario mínimo, creación de cajas de jubilaciones y pensiones), entre otras, chocaban con el sesgo conservador del antipersonalismo. Debido a ello Alvear intervino Mendoza en 1924.

### Regreso del yrigoyenismo
Los radicales yrigoyenistas como Horacio Oyhanarte, el vicepresidente Elpidio González, Délfor del Valle, el gobernador de Buenos Aires José Luis Cantilo, y un grupo de jóvenes liderados por Diego Luis Molinari, defendían ardorosamente el fuerte liderazgo de Yrigoyen.
En 1927, la Unión Cívica Radical Antipersonalista eligió como candidato a presidente a Leopoldo Melo, acompañado por Vicente Gallo para vicepresidente, que sería inmediatamente apoyado por la Confederación de las Derechas, unificadora de todo el espectro conservador.
A comienzos de 1928 el yrigoyenismo ganó en Tucumán, Santa Fe y sobre todo la gobernación de Córdoba, hasta ese momento en manos de los demócratas (Confederación de las Derechas). La vuelta de Yrigoyen al poder comenzó a visualizarse como un alud. En la campaña yrigoyenista participó Ignacio Corsini, un famoso cantor de tangos, quien cantó por todo país el tango de Enrique P. Maroni "Yrigoyen Presidente". En marzo Yrigoyen fue elegido candidato a presidente, acompañado por Francisco Beiró.
El 1 de abril se realizaron las elecciones. Los dos candidatos con posibilidades eran radicales. Triunfó Yrigoyen por una diferencia aplastante: 840 000 votos contra 440 000 de Melo-Gallo. Los socialistas quedaron terceros con 65 000 votos. La asunción fue el 12 de octubre.

## Tercer gobierno (1928-1930)

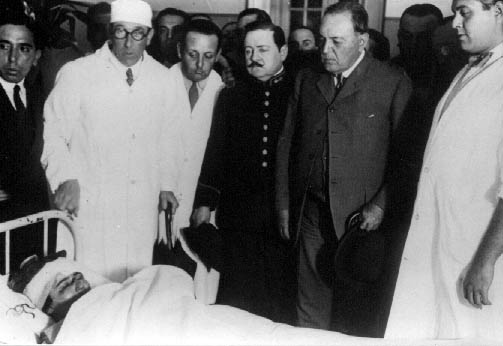
Hipólito Yrigoyen visitando a un policía herido en un enfrentamiento, en 1928.

El historiador Félix Luna dice de ese momento:

La quiebra del ímpetu liberador del gobierno radical se debió fundamentalmente a la quiebra del radicalismo mismo.

### Política económica
El 29 de octubre de 1929 se produjo la Gran Depresión cuando cayo la bolsa de Wall Street, afectó dramáticamente al mundo entero, en Europa y Estados Unidos los bancos quebraron en forma masiva, si bien en Argentina esto no llegó a ocurrir, si hubo numerosos cierres de fábricas y comercios. Como consecuencia de la crisis hubo un inevitable aumento en la desocupación, las ventas al igual que la renta inmobiliaria cayeron. Se produjo un violento desequilibrio en la balanza comercial, ya que mientras los productos agropecuarios que se exportaban para generar divisas que Argentina importaba subían peligrosamente. Las medidas proteccionistas de los Estados Unidos y Europa que trabaron sus exportaciones para incentivar su producción local, como también el retiro de oro de Argentina daba a la crisis una complicada situación.
El radicalismo comandado por Hipólito Yrigoyen no supo responder a los efectos de la crisis. Se producen varios avances en materia de comunicación, algunas radios comienzan a irradiar en el país, tres en Buenos Aires y Radio Capitol para Córdoba. En 1929 se inaugura una embarcación para trasladar autos entre Santa Fe y Paraná, también se consolida el correo aéreo con Estados Unidos, y la empresa Aeroposta agrega entre sus destinos a la ciudad Comodoro Rivadavia. Producto de la crisis mundial, se decretó el cierre de la Caja de Conversión.
La ley 11.170 sobre explotación agropecuaria fue sancionada con éxito en enero de 1930 tras un largo debate. Con ella se modificaron las reglas de arrendamiento al hacer obligatorio un contrato escrito y la duración del mismo. Se creó el Ministerio de Salud Pública, el Instituto de Nutrición y se subsidiaron investigaciones científicas para reforzar la salud pública. Para el perfeccionamiento del profesorado fue creado el Instituto de Pedagogía.
Una de los últimos convenios gestionados por el gobierno fue un acuerdo de trueque con Inglaterra, que consistía en el compromiso de ambas partes de abrir un crédito de 100 000 000, con la idea de que Argentina compre material ferroviario a Inglaterra para los ferrocarriles Estatales, mientras que ellos adquirirían cereales y otros productos. La iniciativa fue aprobada en la Cámara de Diputados la misma no logró sanción del Senado, pese al mensaje presidencial de enero de 1930.
En plena crisis económica y política, y cuando aún faltaban cuatro años para las elecciones presidenciales, la debilidad del gobierno de Yrigoyen se hizo crítica. El radicalismo estaba completamente dividido y el gobierno no tenía diálogo con la oposición.

### Intervenciones
El gobierno de Yrigoyen fue muy criticado por las intervenciones federales que dispuso y una serie de asesinatos políticos nunca resueltos adecuadamente. 
Yrigoyen intervino las provincias de Mendoza y San Juan, gobernadas por opositores: el lencinismo en la primera, y el bloquismo de los Cantoni en la segunda. El 10 de noviembre de 1929 fue asesinado el senador opositor mendocino Carlos Washington Lencinas por un grupo yrigoyenista. El crimen causó estupor en el país y lógicamente, Yrigoyen fue acusado de haberlo ordenado, no existe ningún tipo de indicio que ello haya ocurrido. Carlos Lencinas, estaba frontalmente enfrentado con Yrigoyen quien había intervenido Mendoza, y acababa de ser excluido del Senado por la mayoría yrigoyenista. Un mes después, el 24 de diciembre ocurrío un atentado anarquista contra Yrigoyen al salir de su hogar para ir a la Casa Rosada. El autor del ataque fue un anarquista italiano llamado Gualterio Marinelli que realizó tres disparos contra el automóvil en el que viajaba el presidente sin dar en el blanco, resultó muerto por la custodia presidencial al repeler el ataque, pronto la nueva gestión de Yrigoyen era vista negativamente por la opinión pública, ya que tiempo atrás transitaba las calles sin custodia, mientras que ahora, sus guardias habían matado a una persona.
El año 1930 comenzó con el asesinato de un opositor en una provincia intervenida por el gobierno, el abogado bloquista Manuel Ignacio Castellano. El 2 de marzo se llevaron a cabo las elecciones parlamentarias, en las que la Unión Cívica Radical perdió estrepitosamente en la Ciudad de Buenos Aires, frente a los 100 000 votos obtenidos por el Partido Socialista Independiente, seguidos del Partido Socialista original, con 84 000, los radicales habían obtenido solo 83 000 votos. En todo el país, la UCR retrocedió en su caudal electoral, obteniendo 655 000 votos, mientras la oposición alcanzó 695 000. En el citado año Yrigoyen firmó el indulto al anarquista Simón Radowitzky, hecho que había prometido en su primera presidencia. Sin embargo el gobierno lo deportó al Uruguay.

### Política internacional
A fines de 1929 el presidente estadounidense recientemente electo Herbert Clark Hoover visitó la Argentina. En su estadía acentuó la idea de que Estados Unidos se abstendría de intervenir en los asuntos internos de América Latina argumentado que dicha política estaba siendo impopular en su país, además que su país adoptaría la política de "buena vecindad" con respecto a la región. A juicio de Hoover las intervenciones estadounidenses se habían consumado para proteger los derechos de los ciudadanos, y no por intereses económicos. Sus declaraciones fueron recogidas con escepticismo por parte de la prensa argentina, sin embargo, Hoover desarmaría algunos de los rodajes imperialistas en algunos países del Caribe. Las relaciones con la potencia del norte no eran muy fluidas como consecuencia de la política neutralista del gobierno radical. Además en una oportunidad Yrigoyen retuvo en Buenos Aires al embajador argentino en Washington, y no envío a los delegados designados por Marcelo T. de Alvear para la Conferencia de Washington sobre conciliación y arbitraje que se llevó a cabo en 1923.
Con motivo de la inauguración de la línea telefónica entre Argentina y Estados Unidos, Yrigoyen y Hoover mantuvieron una comunicación telefónica, en donde el presidente argentino resaltó que ambos se habían puesto de acuerdo sobre cómo debían solucionarse los conflictos internacionales. Un fragmento de la conversación decía:

Pero tengo que decirle, cada vez más acentuado mi convencimiento que la uniformidad del pensar y sentir humanos no ha de afirmarse tanto en los adelantos de las ciencias exactas y positivas, sino en los conceptos que como inspiraciones celestiales deben constituir la realidad de la vida: puesto que cuando creímos que la humanidad estaba completamente asegurada bajo sus propias garantías morales, fuimos sorprendidos por una hecatombe tal, que nada ni nadie podría referirla en toda su magnitud.

### Política energética
Hipólito Yrigoyen intentó implementar una política en donde la gestión petrolífera estuviera a manos de la Nación. Pero esto fue mal visto por las oligarquías feudales que aún gobernaban algunas provincias, además de los intereses extranjeros que inclusive llegaban al Senado, estos factores impidieron que se sancionase la ley de nacionalización del petróleo. El 1 de agosto de 1929 la empresa petrolera estatal Yacimientos Petrolíferos Fiscales bajo la gestión de Enrique Mosconi decidió intervenir en el mercado petrolero para fijar el precio y romper los trusts, bajando los precios oficiales de la nafta, la medida significaba un ahorro anual de doce millones de pesos. Estas políticas afectaban a los intereses de la Standard Oil estadounidense.
El golpe de Estado de 1930 terminó truncando toda posibilidad de nacionalizar el recurso, uno de los motivos de aquella conspiración fue la decisión por parte del gobierno radical de nacionalizar los hidrocarburos. Yrigoyen expresó en su mensaje al Congreso:

Las leyes mineras nacionales, coincidentes con principios de derecho civil adoptados por nuestro código, fueron dictadas en una época en no podía sospecharse el valor económico y la importancia social que adquirirían en el futuro los aceites minerales o hidrocarburos industrializados y puestos en el comercio. De ahí que no introdujera una excepción dentro del régimen legal adoptado a las substancias naturales existentes en el subsuelo, distribuyendo su dominio entre la Nación y las provincias en concordancia con su soberanía política, lo que significa entregar la dirección de los enormes intereses de todo orden relacionados con el petróleo, a criterio administrativo múltiple, cambiante y frecuentemente contradictorio de catorce jurisdicciones, además de la jurisdicción federal (...) Es suficiente enunciar ese estado de cosas para comprobar sus graves inconvenientes y hasta sus peligros evidenciados ya en la alineación precipitada de concesiones por algunos gobiernos provinciales, cuyas in-consultas medidas suscitaron tan justificadas inquietudes y que, revocadas más tarde por el cambio de pensamiento emergente de la renovación de los poderes locales, han dejado tras de sí secuela de conflictos, sometidos actualmente a la competencia de la Suprema Corte de Justicia de la Nación.
Mensaje de Yrigoyen al Congreso, 1929.

El radicalismo inició el debate en torno a la nacionalización del petróleo en la Cámara de Diputados en el año 1927. Existieron opiniones encontradas dentro del recinto, los socialistas apoyaban la explotación mixta mientras que los radicales antipersonalistas y los conservadores se oponían al proyecto. Finalmente tras tres meses la Cámara, se aprobó la iniciativa en septiembre de 1928, sin embargo el proyecto quedaría trabado en la Cámara de Senadores. Cuando asumió Yrigoyen su segundo mandato en 1928, incluyó la normativa en los asuntos a tratar por el Senado en las sesiones de prórroga de 1929. Desde el Poder Ejecutivo se creó por iniciativa de Ricardo Rojas el Instituto del Petróleo para la especialización en materia del recurso y sus derivados. En enero de 1930 el presidente reclamó ante el Senado por la falta de tratamiento sobre el proyecto, sin resultados positivos.
Como YPF no lograba satisfacer el consumo interno de petróleo, y ante el peligro de depender de corporaciones de capitales estadounidenses que desdeñaban la nacionalización del recurso, Yrigoyen decidió emprender tratos a principios de 1930 con la empresa petrolera Luyamtorg, perteneciente a la Unión Soviética. El tratado proveería de 250 000 toneladas de petrolero crudo a cambio de productos nacionales como cueros, extracto de quebracho, lana, ovinos y caseína. Sin embargo, el acuerdo no se concretó una vez más por trabas en la legislatura nacional, además los opositores tildaron a Yrigoyen de bolchevique.

### Magnicidio del senador Lencinas
El 10 de noviembre de 1929 fue asesinado el senador nacional electo y exgobernador de Mendoza Carlos Washington Lencinas, conocido popularmente como el Gauchito Lencinas. El hecho constituye el primer magnicidio de la historia argentina moderna y sacudió fuertemente a la opinión pública.
Lencinas era un radical disidente que se oponía fuertemente a Hipólito Yrigoyen y había creado en Mendoza una corriente radical antiyrigoyenista mayoritaria antipersonalista, conocida como lencinismo. Los gobiernos radicales habían adoptado una política de fuerte confrontación con el lencinismo, interviniendo la provincia cada vez que el lencinismo ganaba en las elecciones. En 1929 Lencinas es electo senador nacional por Mendoza, pero el Senado, con el acuerdo de radicales y conservadores, rechaza sus pliegos. La prensa criticó la decisión y la presentó como una muestra más del autoritarismo de Yrigoyen.
Debido a la existencia de rumores de que el gobierno radical estaba preparando su asesinato, su círculo personal le recomendó no regresar a Mendoza -intervenida por los yrigoyenistas-, pero Lencinas desoyó la recomendación y declaró que si le pasaba algo era culpa de Yrigoyen. Al volver a Mendoza, el día 10 de noviembre de 1929 fue asesinado de un balazo.
Los hechos sucedieron en la ciudad de Mendoza, pocos minutos después de que Lencinas volviera de Buenos Aires, al asomarse a uno de los balcones del Club de Armas de Mendoza, durante el acto partidario de bienvenida. En un momento se oyó gritar "¡Viva Yrigoyen!" y sonó un disparo que dio en el pecho de Lencinas, matándolo. Inmediatamente después la policía y adherentes lencinistas balean a Juan Cáceres, quien muere de las heridas tres días después. La investigación judicial estableció la autoría de Juan Cáceres.
Las causas del asesinato nunca quedaron claras. Al momento del asesinato, Mendoza estaba intervenida por el yrigoyenista Carlos Borzani, a quien acompañaban dos jóvenes militantes yrigoyenistas: Arturo Jauretche y Ricardo Balbín. Tanto Borzani, como Jauretche y Balbín, serían señalados por los críticos de Yrigoyen, como autores intelectuales del crimen siguiendo órdenes de Yrigoyen.

### La soberanía argentina en el sector antártico
En la década de los 1920 se destacó el accionar investigador y concientizador en Argentina de los derechos en el sector antártico del ingeniero civil José Manuel Moneta que intervino en las expediciones a las islas Orcadas del Sur de los años 1923, 1925. 1927 y 1929, dejando testimonio de ello en el libro Cuatro años en las Orcadas del Sur y, como diplomático, desempeñó en nombre del gobierno argentino varias funciones vinculadas a la Antártida.
Fue en la primera mitad del siglo XX quien mediante publicaciones impresas y filmes quizás más tempranamente difundió entre la población la conciencia de una soberanía argentina en la Antártida.
El 30 de marzo de 1927 fue inaugurada en las Orcadas del Sur la primera estación radiotelegráfica  de la Antártida. 
El 15 de diciembre de 1927 la Dirección General de Correos y Telégrafos de la República Argentina  comunicó a la Oficina Internacional de la Unión Postal Universal  que:

(...) la jurisdicción territorial argentina se extiende, de derecho y de hecho, a la superficie continental, al mar territorial, a las islas situadas sobre la costa marítima, a una parte de Tierra del Fuego y a los Archipiélagos de los Estados, Año Nuevo, Georgia del Sur, Órcadas del Sur y a las tierras polares no delimitadas. De derecho, no pudiendo ejercerla de hecho debido a la ocupación mantenida por Gran Bretaña, le corresponde también el archipiélago de las Malvinas.

## La caída

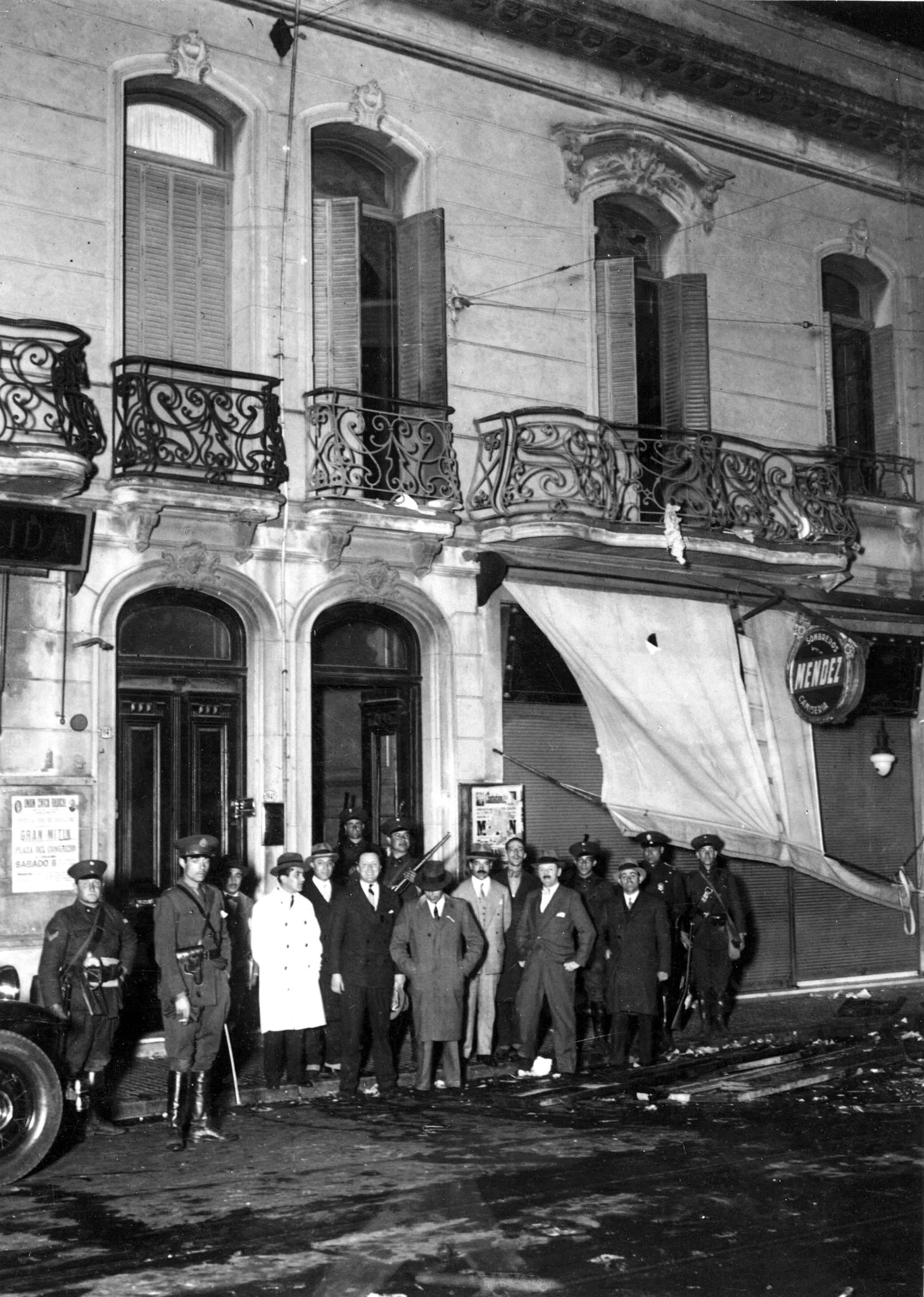
Policías custodian la casa de Hipólito Yrigoyen tras el saqueo que se produjo cuando este fue depuesto.

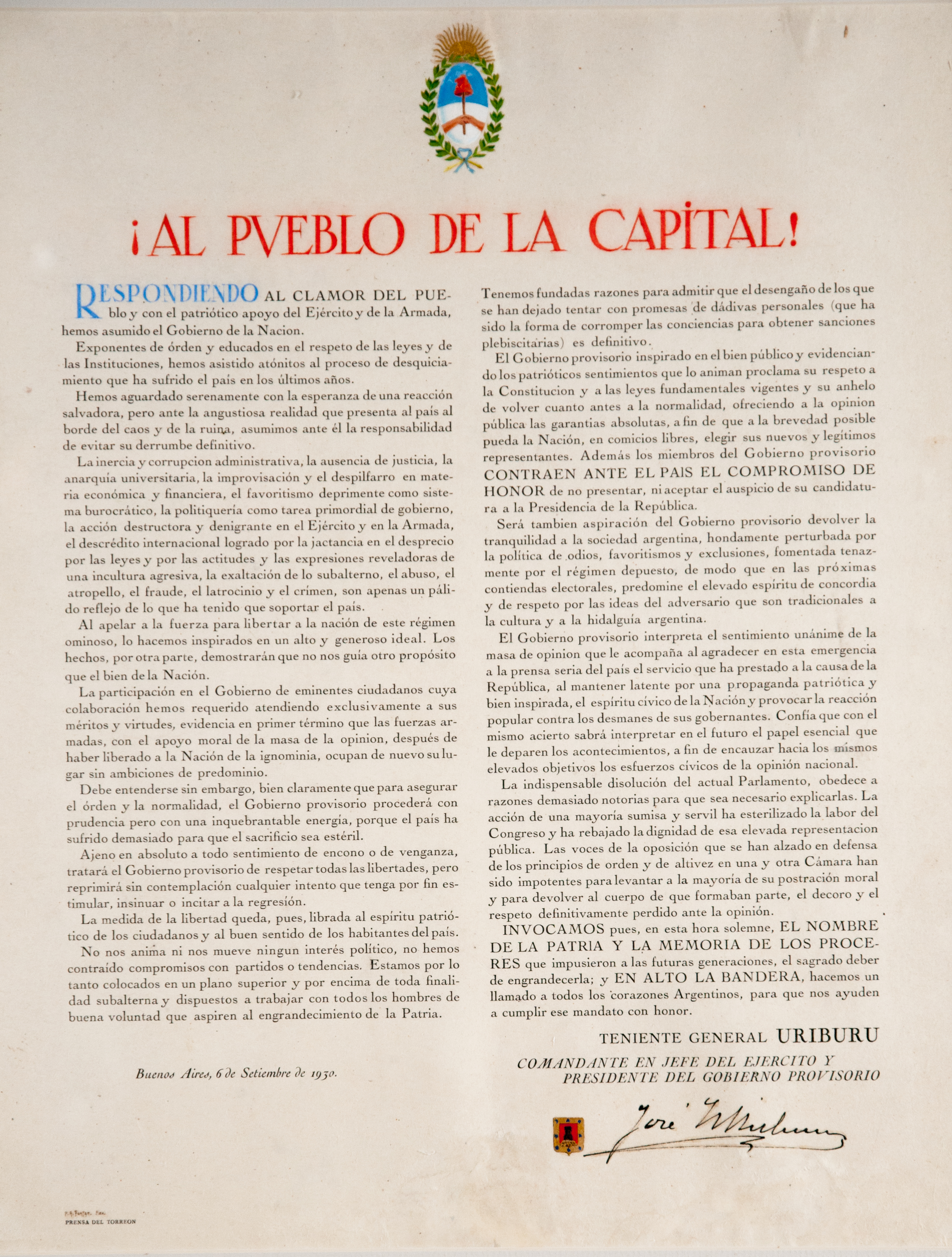
Proclama del 6 de septiembre de 1930 por parte de José Félix Uriburu, en la que anuncia y argumenta su decisión de derrocar al presidente constitucional Hipólito Yrigoyen con dibujo en tintas realizado a mano, con la firma de Uriburu, que acompaña con su escudo nobiliario.

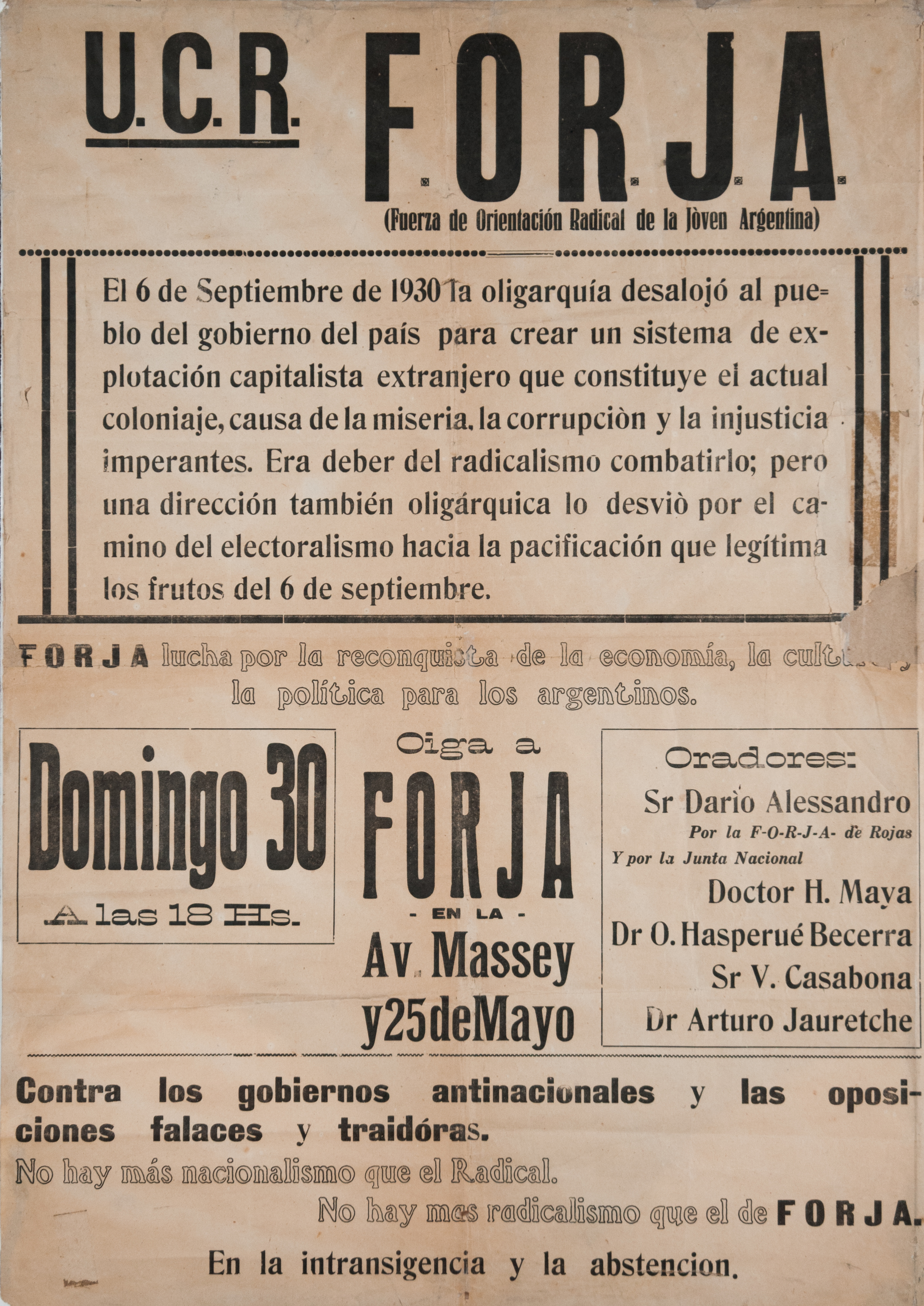
Afiche de FORJA.

El 6 de septiembre de 1930 el general José Félix Uriburu derrocó al gobierno constitucional de Hipólito Yrigoyen, iniciando una serie de golpes de Estado que se extenderán hasta la década de 1980 interrumpiendo todos los gobiernos surgidos del voto popular. Al atardecer de ese día Ricardo Rojas, famoso historiador, dirigente radical y rector de la Universidad de Buenos Aires, le dijo a su esposa:

Se acabó la Argentina... ¡Y quién sabe por cuántos años!

Según el historiador radical Félix Luna, Yrigoyen era el primer presidente constitucional derrocado por un golpe de Estado. y para Miguel Ángel Scenna por primera vez en la historia argentina un gobierno “de facto” disolvió el Congreso Nacional. Según Álvaro Abós, cuenta que, por el contrario, para un periodista conservador como Natalio Botana, el "revolucionario" era Uriburu y el "inconstitucional" Yrigoyen y sostiene que Yrigoyen fue derrocado mediante lo que denomina "técnica del golpe de Estado", una coordinación de acciones mediáticas, cívicas y militares. El jurista y profesor titular de Derecho Constitucional de la Facultad de Derecho y Ciencias Sociales de la Universidad de Buenos Aires Germán Bidart Campos calificó la acción de Uriburu como un "motín militar" que produjo una "revolución plenamente justificada en el ejercicio del derecho de resistencia a la opresión". El mismo Marcelo T. de Alvear, expresidente y amigo de Yrigoyen calificó al último gobierno constitucional como "asalto sin contralor" y destacó la confianza que le inspiraba el hecho de que el Ejército hubiera "jurado defender la Constitución", aunque poco tiempo después se daría cuenta de que su pronóstico era errado, y durante los años 30 encabezó la oposición al régimen fradulento conservador de la década infame. El último día de gobierno de Yrigoyen, la Facultad de Derecho de la Universidad de Buenos Aires, con la firma de su decano el diputado socialista Alfredo Palacios y los consejeros estudiantiles socialistas Julio V. González y Carlos Sánchez Viamonte, sancionó una resolución condenando al gobierno radical por la ausencia de democracia y exigiendo la renuncia de Yrigoyen. El 7 de septiembre Alfredo Palacios renunció a su cargo de decano de la Facultad de Derecho de la Universidad de Buenos Aires que ejercía desde julio de ese año, afirmando que era “contrario a la Constitución y al espíritu democrático que le inspira, reconocer una Junta impuesta por el ejército”.
En abierta oposición y hostigamiento al golpe de Estado del 6 de septiembre de 1930, la agrupación Fuerza de Orientación Radical de la Joven Argentina (FORJA) realizó actos de protesta y fuertes denuncias, suscriptas –entre otros– por Arturo Jauretche, Raúl Scalabrini Ortiz, Luis Dellepiane y Homero Manzi.
Tres años después, el 3 de abril de 1933, luego de haber permanecido la mayor parte del tiempo detenido, murió Hipólito Yrigoyen. El pueblo de la ciudad de Buenos Aires realizó entonces una de las manifestaciones masivas más extraordinarias y sorpresivas de la historia argentina.
El historiador José Luis Romero sintetiza el derrocamiento de Yrigoyen -y por consiguiente el fin de la República radical- así:

El triunfo de la revolución cerró el período de la república radical, sin que Yrigoyen pudiera comprender las causas de la versatilidad de su pueblo, que no mucho antes lo había aclamado hasta la histeria y lo abandonaba ahora en manos de sus enemigos de la oligarquía. Su vieja casa de la calle Brasil -que los opositores llamaban 'la cueva del peludo'- fue saqueada, con olvido de la indiscutible dignidad personal de un hombre cuya única culpa había sido llegar al poder cuando el país era ya incomprensible para él.